# 复兴号CR200J型动车组
复兴号CR200J型动车组是中国铁路的一款运营时速为160公里的动力集中型动车组，为复兴号动车组系列中首款针对既有线设计的动车组，也是中国铁路在DJJ2型电力动车组放弃量产后，第一款实现量产的动力集中编组形式的准高速动车组。该型动车组由中国国家铁路集团有限公司牵头，并由中国中车旗下六家公司联合设计生产。
自2019年1月问世以来，复兴号CR200J型动车组已有多个车型上线运营，包括电力驱动的标准型（含短编组、长编组）、鼓型车身改进型、高原型以及电力与内燃双源驱动的双源高原型等。此外，中国出口至老挝的澜沧号电力动车组亦是基于复兴号CR200J型动车组的鼓形车身改进型而设计研发的。

## 发展历史

### 研发历程

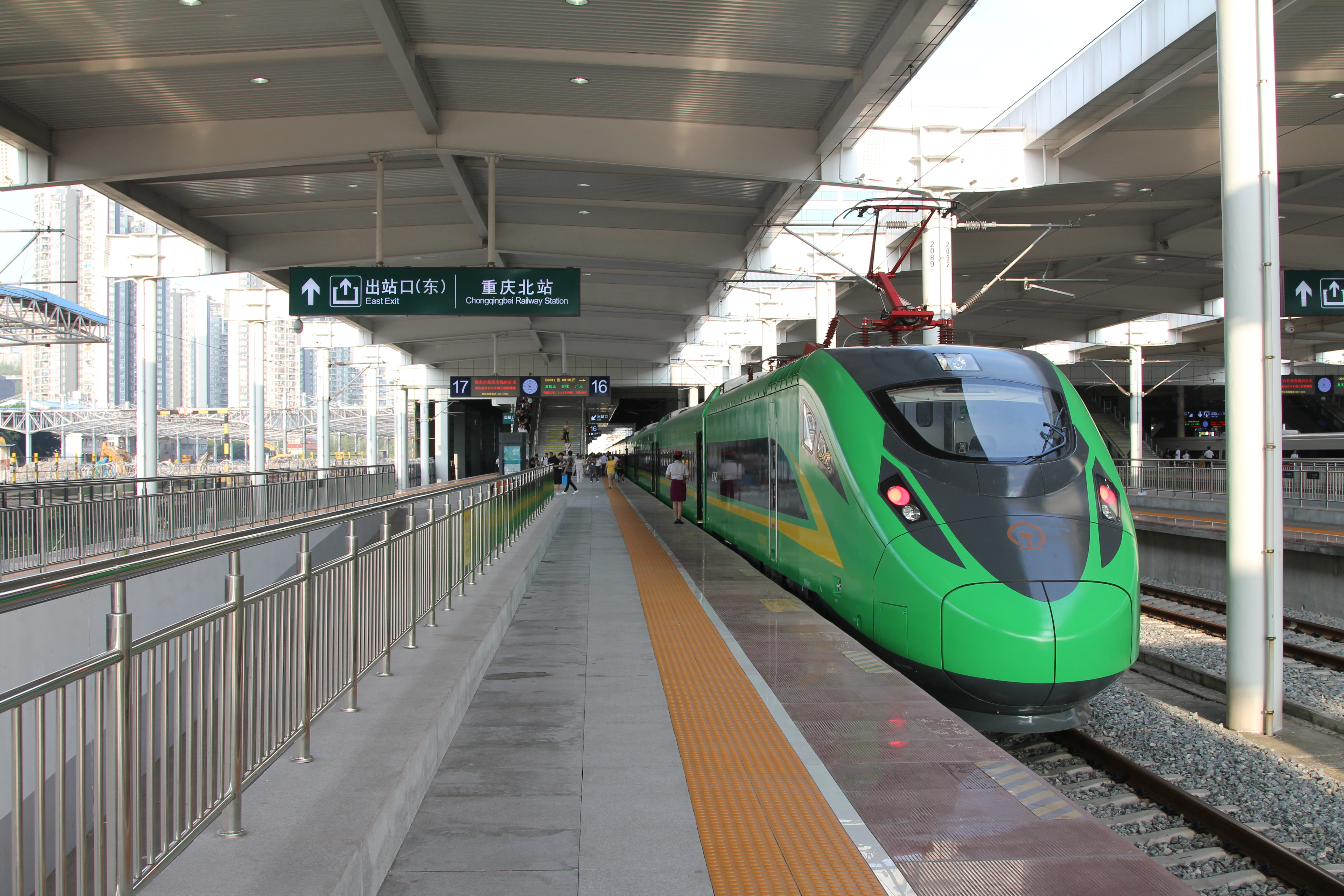
成都铁路局CR200J-1009停靠重庆北站

時速160公里CR200J型动力集中动车组是在中国铁路总公司牽頭推進“復興號”品牌戰略的背景下，為滿足普速鐵路開行動車組的需要，秉承“先進、可靠、成熟、經濟、必須”的方針，借鉴既有中國鐵路動力分散動車組發展的成功經驗，利用既有机车、客車的技術平臺及運用檢修資源，在滿足標準化、系列化、安全性和可靠性的基礎上，由中國中車旗下中车大连机车车辆有限公司、中车株洲电力机车有限公司、中车南京浦镇车辆有限公司和中车唐山机车车辆有限公司与相關企業及高校聯合設計製造的新型普速動車組。
2015年8月28日，中国铁路总公司运输局以会议纪要形式下发通知，强调：“为进一步发挥既有线旅客列车开行效益，提高运输效率，铁路总公司组织相关单位进行技术研讨，按照机辆一体化的思路，研发时速160公里动车组。”《通知》明确了该型动车组的动力方式、编组构成、运用范围和检修整备方式，要求各路局结合客运市场开发需要，研究测算“时速160公里动力集中型动车组”组数（按照18辆和9辆分别测算）和每组编组内容，提出开行区段和对数的具体建议。
2017年4月27日，由中车唐山生产的首列样车（4001拖车组）正式下线。
2017年6月尾至7月间，由中车浦镇生产的4002拖车组由配属上海局集团的东风11型内燃机车以甲种运送方式，送往北京环行铁路进行测试。
2017年8月17日，两列动车组在北京环行铁路进行首次动态测试。
2017年12月17日至2018年1月4日期间，部分动车组暂时存放于成都局集团，先后在成渝铁路、兰渝铁路及当时尚未启用的渝贵铁路进行动态测试。
2018年初，CR200J-4001动力车+1001车组及CR200J-3001动力车+4002车組，曾存放于乌鲁木齐局集团乌鲁木齐动车所，并于兰新高铁进行动态测试。
2018年3月底，CR200J-3001动力车+4002车组再前往兰渝铁路，于兰州至四川广元间进行动态测试，并存放于兰州西动车所，直至同年8月5日結束。
2018年8月，CR200J-1004动力车+4003车组及CR200J-1005动力车+4004车组前往滨洲铁路及哈佳铁路进行动态测试，是CR200J首次进入东北地区。
2018年9月10日，一列由10輛唐山制拖车（700101~700110）、8辆浦镇制拖车（700201~700208）、株机制动力车（CR200J-1002）及大连制动力车（CR200J-3002）组成的CR200J推拉式列车编组，由北京环铁以甲种运送方式，调往成都进行测试，并由配属北京机务段的和谐3D型电力机车第0077号机车担当本务机车。
2018年11月28日，CR200J型电力动车组获得由国家铁路局颁发的型号合格证和制造许可证，取得批量生产条件和商业运营资格。
2018年12月14日，HXD1B-0516牵引2辆CR200J型电力动车组量产动力车FXD1-J0006、0007自株洲出发，前往浦镇与配套拖车进行编组，并在12月18日与浦镇生产的6001车组（满编组16节）实现编组。此时，动力车型号已由HXD1G型更名为FXD1-J型。
2018年12月29日，FXD3-J0010及0011号动力车以甲种运送方式，由ND5型柴油机车送往北京，交付北京局集團北京車輛段。
2019年1月5日，随着全国铁路实行新的运行图，CR200J型电力动车组正式上线载客运营。 同时，京沪、京杭动卧以及北京至南京、北京至杭州的特快列车停运。但由于部分执行卧铺动车组的CR200J车底内部异味严重，相关列车直至1月23日才正式开行。正式载客运营的CR200J拖车车身喷涂的拖车编号均已将“25T”字样消去，仅保留车厢席别代码。

### 运用及改进

##### 二等座布局调整
第一批上线的CR200J型动力集中动车组在运营过程中，陆续暴露了一系列问题，中国中车根据各路局反馈的意见，在第二批次的列车上做出了部分改进。2019年12月30日，随着全国铁路实行新的运行图，Z107/8次、Z307/8次、Z65/6次、Z67/8次、Z71/2次、Z133/4次等6对直达特快列车停运，并更换为CR200J型电力动车组。这一批更换为CR200J型电力动车组的车次对二等座车/餐车区域的二等座布局进行了调整，取消了类似于传统25T型客车的所有座位均面向固定桌板的设计，而改为与相邻的二等座车厢相同的中心对称布局。

##### 第二代CR200J（鼓形车体）
2020年4月7日，由中车大连公司研制的首台FXD3-J型鼓形车体时速160公里动力集中电动车组动力车运抵唐山，并与中车唐山公司开始一体化联调联试工作。首台鼓形车体动力车编号为FXD3-J0201，在既有CR200J型电力动车组的基础上做出多项改进：整车外观更具流线型，更贴近高速动车组的造型；将火灾报警和轴温报警纳入到整车安全环路内，提升了动车组的安全性；拖车可为动力车提供110V电压，提升了动车组运用的稳定性和可靠性；在电气、车体、冷却、制动等方面均有优化。4月19日，在联调联试结束后，该车组由HXD3C0641牵引，沿津山铁路、京沪铁路送至北京环铁试验场，开展型式试验。
2021年3月，为适应青藏高原特殊的地理气候条件而量身定制的双源高原型CR200J系列动车组陆续出厂并开展调试工作，于2021年6月25日在川藏铁路拉林段投入运营服务。同日，随金台铁路通车，鼓型CR200J（短编组）动车组投入运营。同年9月15日，鼓型CR200J在咸铜铁路投入运营。

##### 第三代CR200J
- 2022款

2022年10月，为适应丽香铁路沿线高海拔地区地理气候条件而定制的高原型CR200J系列动车组陆续出厂，首批两组高原型动车组（2801、2802）于2022年11月23日晚启程运赴云南。2022年12月23日，首列服务于峨广铁路的CR200J系列动车组向媒体开放试乘。这两批CR200J型动车组在第二代CR200J型动车组的基础上再次进行了改进，将座椅间距增大，所有座椅均实现了可旋转设计，此外在控制车端增设了6个商务座，并与一等座区域隔开，全列定员因此由720人降至676人。同时增加了空调压力保护装置并优化了车窗设计，提升了乘客在列车行经隧道以及与对向会车时的乘坐舒适度。第三代CR200J涂装亦大幅修改，不再使用绿色底色，改为白色底色、走行部灰色、窗区绿色、窗带下部装饰红色色带的涂装。
- 2023款

2023年11月，2023款的第三代CR200J系列动车组陆续出厂，采用更先进的列车网络，并将部分CR400系列智能动车组上的技术进行下放。2023款的动力车采用以太网控车技术，动力车的控制网络采用以太网和MVB网双网冗余控制，实现了双网热备，可以实现不同制造商、不同型号的动力车、拖车、控制车互联互通互控动拖车。同时在国际上首次采用双受电弓、双主断、双互感器结构，能够自动识别编组类型，根据识别到的编组类型对列车供电等系统进行自动配置。此外，2023款的动力车有完整的故障诊断智能化系统，对全列关键系统及部件进行状态监测，在车载状态显示界面进行显示并同步回传至地面，指导和协助列车操作与故障诊断与处置。
2023款的第三代CR200J系列动车组共采购了99组，除了46组普通型、4组高原型之外，还采购了49组长编组型，这是长编组型CR200J在2019款投入运营后的首次大批量采购。这一批次包括CR200J1-C型（长编组）24组、CR200J3-C型（长编组）25组。长编组的第三代CR200J对既有长编组型的编组构成进行了调整，将二等卧车由6节增加至10节，一等卧车由7节减少至3节，同时为避免列车运行时的噪音影响卧席旅客的休息，将二等座席位分散放置在1车、9车及16车，总定员增至1012人，更加贴合实际运营状况。
2024年1月10日起，随着国家铁路集团实行2024年一季度列车运行图，Z1/2次、Z3/4次等18对直达特快列车改为动车组列车，并更换为了这一批次的长编组CR200J系列动车组。

## 基本组成及技术特性

### 类型及型号
经过多年发展和演进，CR200J动车组已具有电力驱动型（含高原版电力驱动型）、内燃+电力双源驱动型（双源高原型）及内燃+蓄电池混合动力型三个子系列、12个子型号。除第一代量产车之外，其余车型均采用鼓形车身。
CR200J型动车组在测试过程中，以生产厂组合为区分，分别将株机机车+浦镇拖车、大同机车+长客/四方拖车、大连机车+唐山拖车命名为CR200J-1、CR200J-2和CR200J-3。CR200J型动车组量产后，取消了在CR200J字段后面以连字符的形式区别生产厂的定型规则，改为以车号号段为生产厂区分。
2022年12月，在第三代CR200J型动车组下线后，国家铁路集团更改了CR200J型动车组的型号编制规则，以车组的机车生产厂商为定型区分，分别将株机产机车、大同产机车及大连产机车命名为CR200J1、CR200J2和CR200J3。同时，增加技术演进代号，将基于25T平台生产的、不可旋转座位的第一代量产车（矩形车体）加注-A后缀，将不可旋转座位的第二代量产车（鼓形车体）加注-B后缀，将可旋转座位的第三代量产车（鼓形车体）加注-C后缀，将电力驱动的高原型车组加注-D后缀，内电双源的高原型车组维持CR200JS-G不变，综合检测列车加注-J后缀。

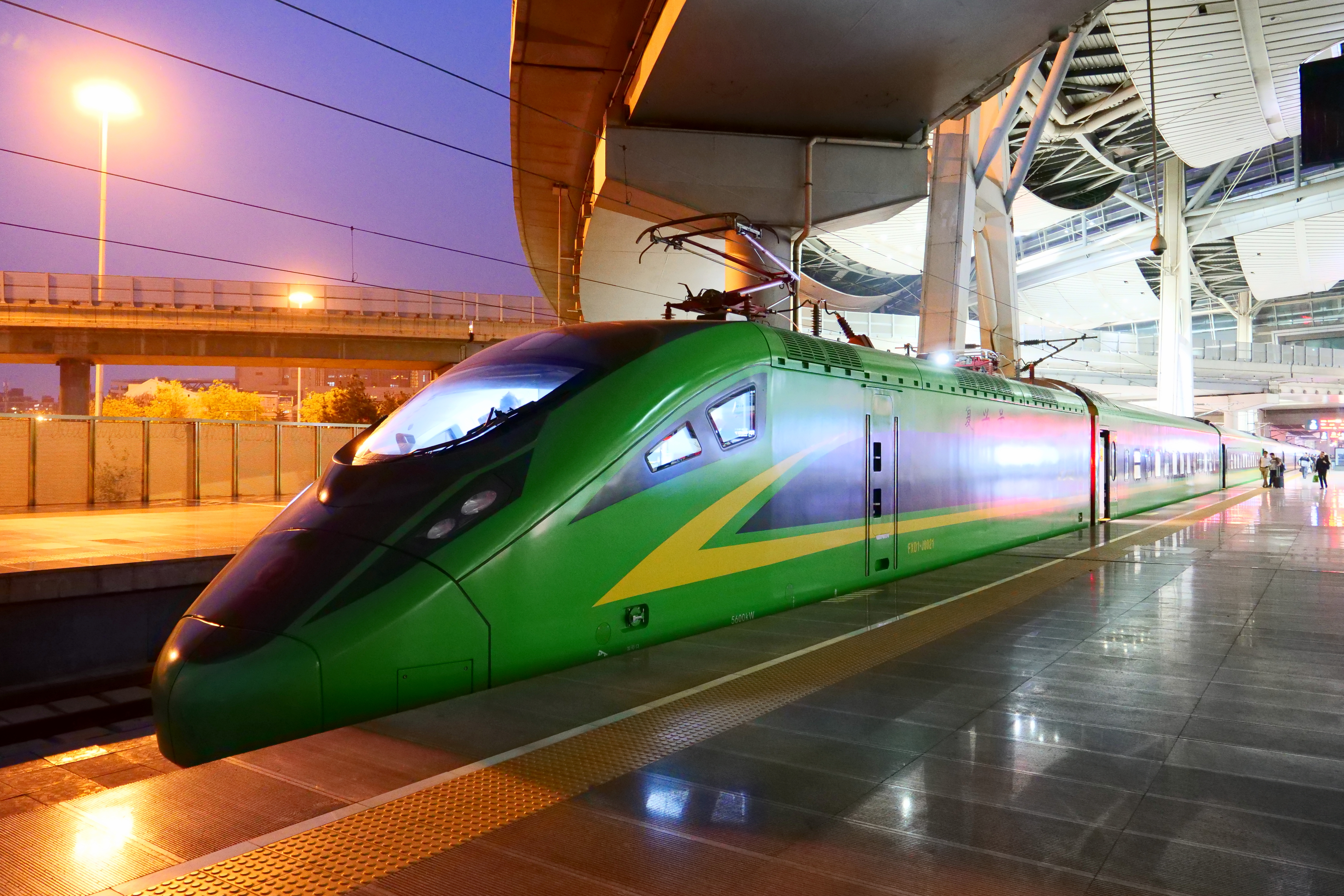
CR200J動卧列車D709正在北京南站二站台待發

详见下表：
| 机车生产厂 | 机车             | 机车                             | 第一代量产车 | 第二代量产车         | 第二代量产车         | 第三代量产车                        | 第三代量产车 | 第三代量产车                                  |
| 机车生产厂 | 机车型号         | 动力类型                         | 普通型       | 普通型               | 雙源高原型           | 普通型                              | 高原型       | 内电混动型                                    |
| ---------- | ---------------- | -------------------------------- | ------------ | -------------------- | -------------------- | ----------------------------------- | ------------ | --------------------------------------------- |
| 株洲       | FXD1-J           | 电力                             | CR200J1-A    | CR200J1-B            | 不適用               | CR200J1-C                           | 不適用       | 不適用                                        |
| 株洲       | HXD1D-J          | 电力                             | 不適用       | 不適用               | CR200JS-G (电力端)   | 不適用                              | CR200J1-D    | 不適用                                        |
| 大同       | FXD1-J（8000系） | 电力                             | CR200J2-A    | CR200J2-B            | 不適用               | CR200J2-J（综合检测列车）           | 不適用       | 不適用                                        |
| 大连       | FXD3-J           | 电力                             | CR200J3-A    | CR200J3-B LCR200J3-B | 不適用               | CR200J3-C CR200J3-J（综合检测列车） | 不適用       | 不適用                                        |
| 大连       | FXN3-J           | 内燃                             | 不適用       | 不適用               | CR200JS-G （内燃端） | 不適用                              | 不適用       | 不適用                                        |
| 大连       | FXN3-A-J         | 内燃+蓄电池 （油電混合動力驅動） | 不適用       | 不適用               | 不適用               | 不適用                              | 不適用       | CR200J1-N（大連+浦鎮） CR200J3-N（大連+唐山） |

### 编组形式
该型动车组有长编组和短编组两种编组形式。短编组为1动8拖，长编组为2动16拖。短编组在无动力的一端设置带有司机室的控制车，而长编组两端均为动力车。在席位布局中，短编组全部为座车，设置有一等座车和二等座车两种席位（部分新批次车型还设有商务座）；而长编组设置二等座车、一等卧车、二等卧车三种席别。

#### 短编组
短编组的CR200J型为1动8拖动力集中型动车组，由1辆带驾驶室的KZ25T型控制拖车、7节不带驾驶室的中间车和1辆动力车组成。动力车可根据实际运营要求进行选择，既可编入单节的复兴1型或复兴3型动力集中动车组专用电力机车，亦可编入动力集中动车组专用的和谐1D型电力机车或复兴3A型混合动力机车；拖车亦可根据沿线运行环境，选择加装或不加装乘客供氧设备。列车运行时，机车既可在列车前部牵引运行，也可在列车尾端推行，这类似中国铁路1990年代末的“大白鲨”、“蓝箭”等推挽式电力动车组的设计。

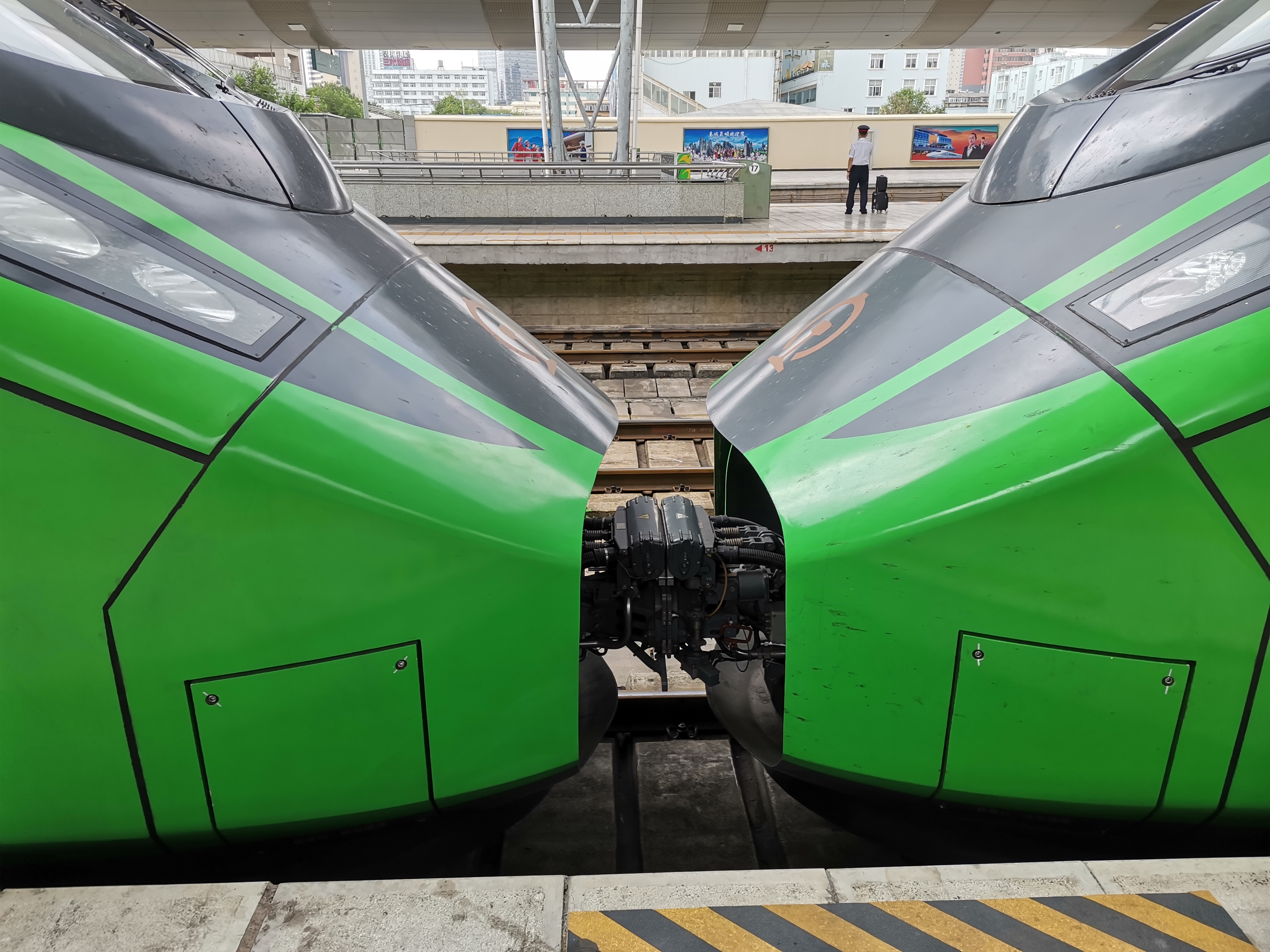
两列短编组CR200J重联接口，采用密接车钩

短编组设计了重联运行模式，但由于机车前端和控制车前端采用不同的车钩，故仅可采用控制拖车与控制拖车重联（Mc1+7T+Tc1+Tc2+7T+Mc2）的方式进行重联，同时，为机辆粘着性考量，不允许使用动力车与动力车重联（Tc1+7T+Mc1+Mc2+7T+Tc2）的方式运用。
目前已上线的短编组车型有直立型侧墙的第一代量产车，也有车身改为鼓型设计后量产的第二代版本，还有加入了座位可旋转功能以及商务座席位的第三代版本。

#### 长编组

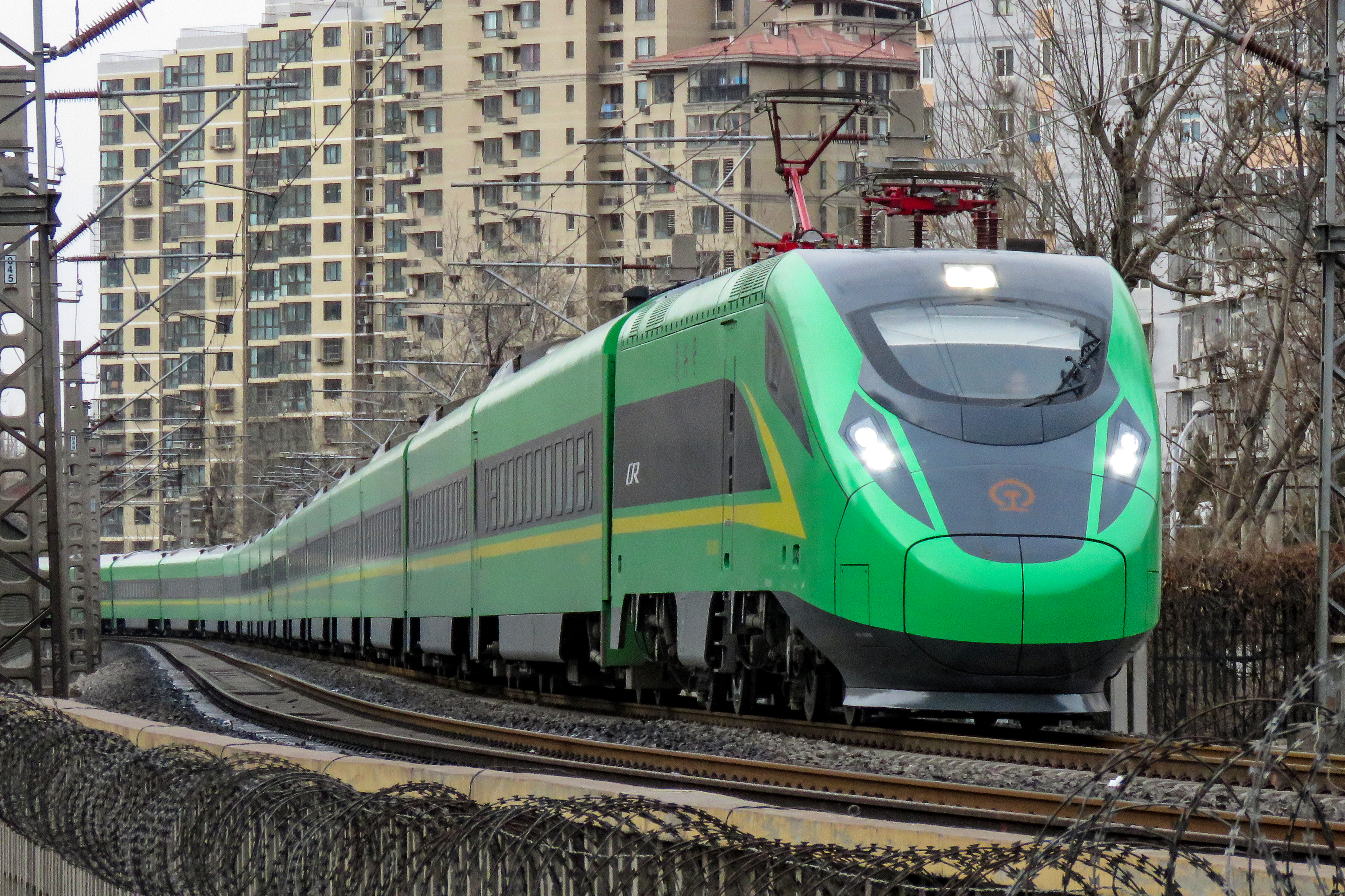
FXD1-J0010担当的D712次列车即将抵达北京站

长编组的CR200J型动力集中电力动车组设计为2动18拖的编组，实际运用中由16节中间车组成的拖车组与两台分别位于两端的复兴1型或复兴3型动力集中动车组专用电力机车组成。动力车分列编组的前后两端进行推挽运行，类似于中国铁路DJJ2型电力动车组（中华之星）及和谐长城号的设计。与短编组的CR200J不同，长编组不设带有驾驶室的拖车，由于编组长度已接近站台有效长，故无法重联运行。
长编组的CR200J型动车组可根据运输的需要进行混合编组，诸如一（二）等座车、一（二）等卧车、商务座车、高级软卧车及行李车等车种均可编入编组运行。CR200J型动车组在运用中按照既有高速动车组的各级检修标准，并根据相关里程周期及时间周期进行检修作业。。

#### 自由编组
为适应各路局的运输实际情况，CR200J型动车组在设计时具备自由编组能力，可在长编组型的基础上自由增减拖车的数量（范围为9至18节），并自由选择动力车的类型。但实际采购及运用中，仅有运用于拉林、拉日铁路的内燃+电力双源驱动型（双源高原型）采用了自由编组模式。
为适应青藏高原特殊的地理气候条件，实现将复兴号动车组开进青藏高原的目标，国家铁路集团以鼓型CR200J动车组设计平台为蓝本，设计研发了内电双源型动力集中式动车组。内电双源型动力集中式动车组一端为6轴电力机车，基于和谐1D型电力机车的技术平台设计；另一端为12轴重联形式的内燃机车，基于复兴3型内燃机车的技术平台设计。
内燃+电力双源驱动型的动车组定型为CR200JS-G型。其既可在电气化铁路运营，在接触网出现无电等故障或非电气化区间，亦可使用内燃端牵引运行。根据青藏局运营需求，该型动车组采用9节编组全坐席设计，由6节二等座车、1节一等座车、1节一等座车/商務座合造车以及1节二等座车/餐车合造车组成，并具备继续增加拖车编组至12节的能力。
CR200JS-G型动车组现仅生产了3组，均为车体改为鼓型设计后所生产的第二代版本。

### 牽引系統
該型動車組動力車使用交流-直流-交流電傳動方式，這與其他中国铁路运用中的高速動車組和交流传动机车一致；其中牽引系統採用了6.5kV IGBT，而列車亦採雙電路設計，分別為DC600V供電，及牽引系統供電。

### 制动系統
CR200J型動力集中動車組拖車還在既有25T型提速客車的基礎上升級了基礎制動裝置，采用整體單元缸夾鉗，粉末冶金閘片和鑄鋼制動盤，避免了既有普速客車在准高速運用中基礎制動裝置長期存在的熱負荷不均，也避免了該問題所導致的冒烟、磨耗嚴重、制動盤熱裂紋等故障，延長了閘片和制動盤更換周期，降低了運用成本。

### 列车网络
與25T型客車不同的是，該動車組采用了双路实时在线Lonworks列車网络，两路自動選擇、互為冗餘。參考了動車組列車網絡的設計，將網關、代理節點集成到列車控制單元VCU中，提高了系統可靠性，并設置了軸溫報警、車門控制、烟火報警、制動系統四條安全環路。网络采用了可靠的硬綫控制，防止由於通信失敗導致的關鍵控制失效，提升了安全標準。该网络基本实现了高速動車組級別的遠程檢測控制功能。

### 互通性
該型動車組在机车端设置了可与其他普速機車車輛通用的詹式車鈎，保證了該車型與其他机车车辆进行连挂、救援的互通性，而中間車及控制车則沿用了既有25T型客車所采用密接式車鈎。

### 外观设计

#### 涂装
CR200J型动车组在试验过程中曾有多版涂装，均采用了白色车身、黑色盲窗带及灰色裙板的设计。其中中车唐山及中车大连生产的车组组合采用盲窗带顶部布置蓝色色带，并与动力车及控制车端部的三角形图案相连的涂装方案；中车浦镇及中车株机生产的车组组合则采用在车顶棱线处及盲窗带下方各设一条贯穿式色带的方案，盲窗带宽度也较唐山-大连组合方案更宽。此外中车浦镇还生产了部分卧铺席位的样车，在盲窗带上方设置橘红色的装饰线条，但此涂装方案并无对应的动力车采用。
2018年11月，CR200J型动车组的外观设计得以确定。车身主体以绿色（RAL 160 40 70）为底色，采用信号黑色（RAL 9004）涂装车窗边框及盲窗带，并配有国标淡黄色（Y06）色带，在动力车的端部标有“CR”标志，并在中部上方涂有魏碑“复兴号”字样。动力车前部灯外轮廓及司机室盲窗带为石墨灰色（RAL 7024），附有暗红色中国铁路路徽，走行部、排障器及裙板为玄武岩灰（RAL 7012），动力车侧面则有类似于箭头的淡黄色（Y06）装饰线条，这些设计元素均与动力分散型的CR400AF动车组相仿。
CR200J型动车组采用的绿色相较已在中国铁路大规模应用的25系列客车采用的绿色色系相近，但更为鲜艳，铁路部门称其体现了该型动车组对上一代既有线铁路车辆的继承。
2024年起，已达到厂修条件的部分2018、2019款车组对涂装进行了微调，除将绿色涂装进行加深外，还将“复兴号”字样由黑色更改为金色。
CR200J双源高原型的涂装依然采用与普通型相同的绿色，但盲窗带下部的黄色色带由普通型的淡黄色变更为亮金色，有与金箔类似的视觉效果。此外，动力车端部的箭头型装饰线条由普通型的黄色变为红色，红色线条与后部的亮金色色带的衔接处使用了类似于25K型客车端部的斜四边形色块设计，正式運營時除了內燃端的A機（FXN3-J000xA，帶駕駛艙）與電力端（HXD1D-J000x）腰線沿用CR400AF同為「中國紅」腰線外，其餘包括內燃端的B機（FXN3-J000xB，補機）在內的中間車廂則改為類似CR400BF的「鳳凰金」並以仿立體的燙金效果腰線來做區分，而喷涂于动力车侧面顶部的魏碑字体“复兴号”的标识则由普通型的黑色变为金色，并具有仿立体的效果。
自2022年11月起，新下线的CR200J型动车组采用全新涂装。新涂装采用白色车身，墨绿色窗带及前脸，窗带下方设有红色色带，并延伸至动力车及控制车前端，与墨绿色窗带一同向上拱起，主要配色与娃哈哈AD钙奶的外标签的配色相似。动力车及控制车后部窗带处设白色“CR”标志，前脸正中设金色中国铁路路徽，“复兴号”的标识与双源高原型相同，采用金色立体设计，而裙板、动力车前部灯外轮廓、司机室盲窗带及车顶等处则依旧维持了原有的石墨灰色。首批采用新涂装的CR200J型动车组为昆明局集团采购的电力高原型及成都局集团为峨广铁路峨冕段开通而新购置的列车。
运行于中老铁路的CR200J型动车组亦使用与普通型不同的涂装。其中由老方担当、老中铁路有限公司采购的编组改用白色车身，紧靠盲窗带下方设有一条较窄的红色色带，临靠车顶的棱线处为一组红色与蓝色相组合的色带，并一直延伸至列车端部构成流线型造型。编组首尾两节的盲窗带处绘制的CR字样变更为LCR，同时将“复兴号”字样改为中老双语的“澜沧号”字样，字体为蓝色；由中方担当、昆明局集团采购的跨境编组则沿用了普通型的绿色底色，盲窗带上方增加了一条红色条带，并延伸至列车端部的棱线处。普通型列车端部的箭头形黄色条带去除了向上挑起的勾型图案，改为楔形图案。与部分鼓型短编组CR200J相同，此批次编组亦采用了金色字体的“复兴号”标识。
普速綜合檢測列車CR200J-J型动车组采用與第三代同款涂装，但經過了少許微調：由窗带下方设有红色色带改為警戒黃色色帶，頭車增加「鐵科院」標誌以及魏碑字体「綜合檢測列車」字樣以供識別。

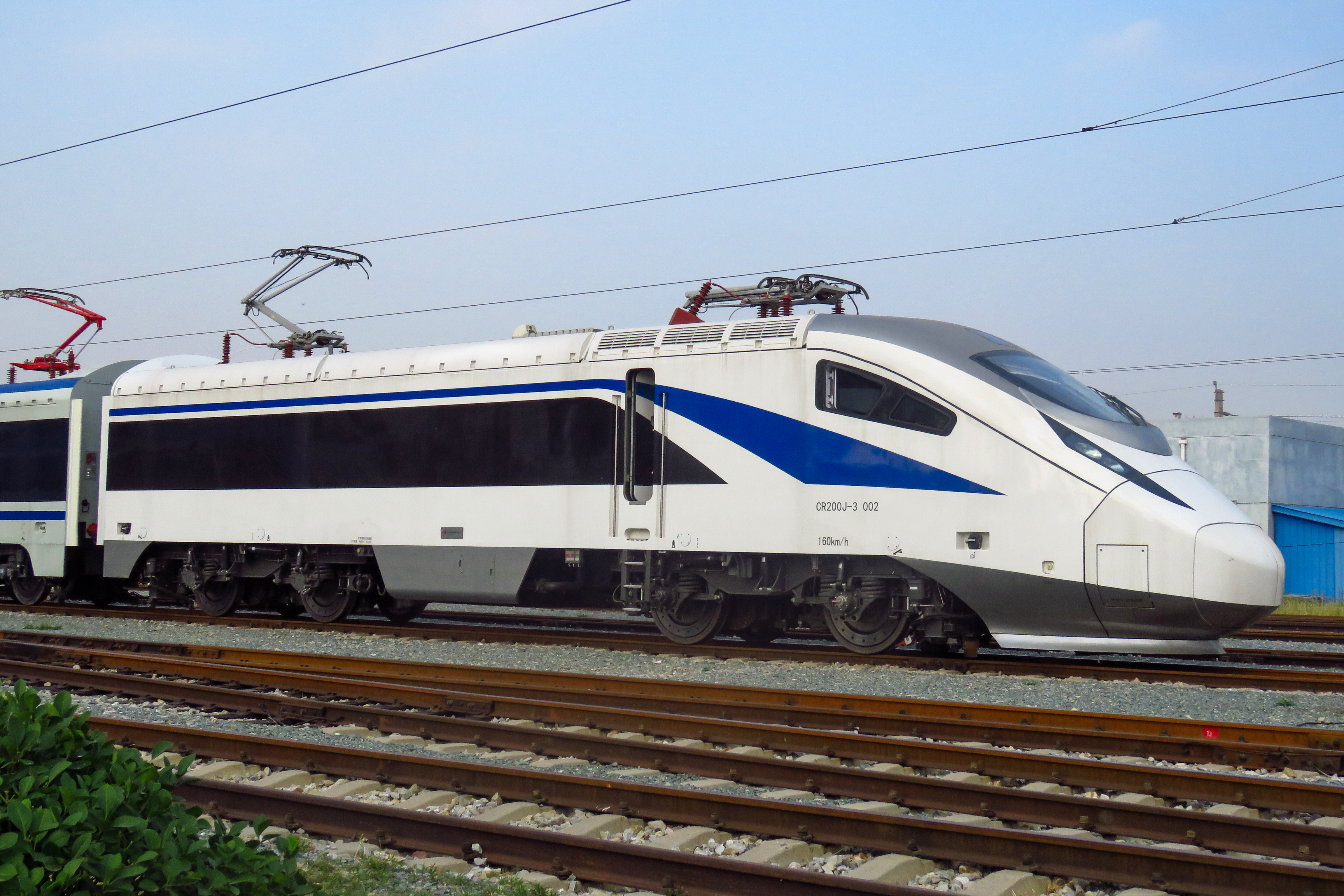
中车大连生产的CR200J-3002号动力车，采用顶置蓝线涂装
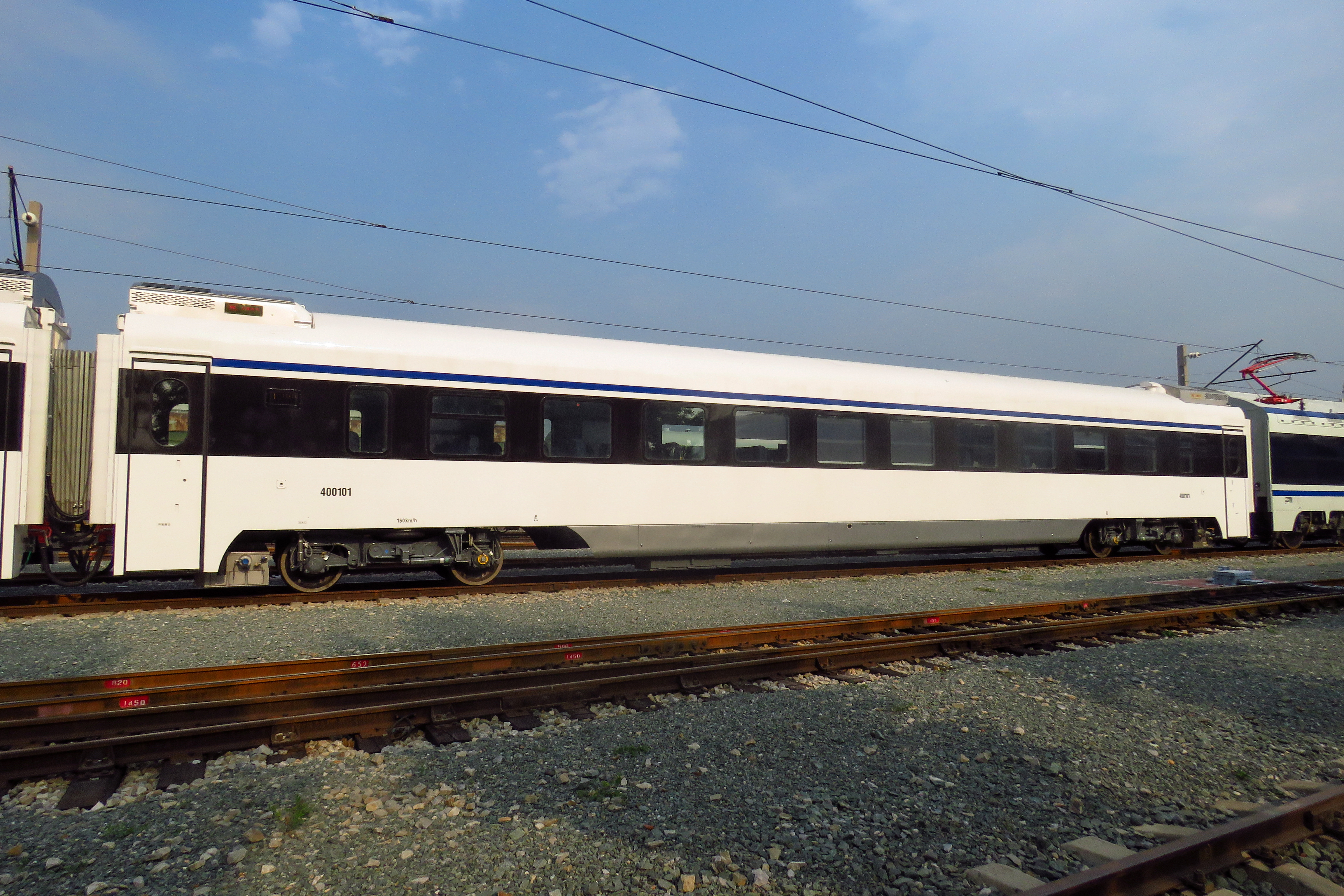
中车唐山生产的4001车组，采用顶置蓝线涂装，图片右侧为中车株机生产的动力车，采用与左侧不同的涂装设计
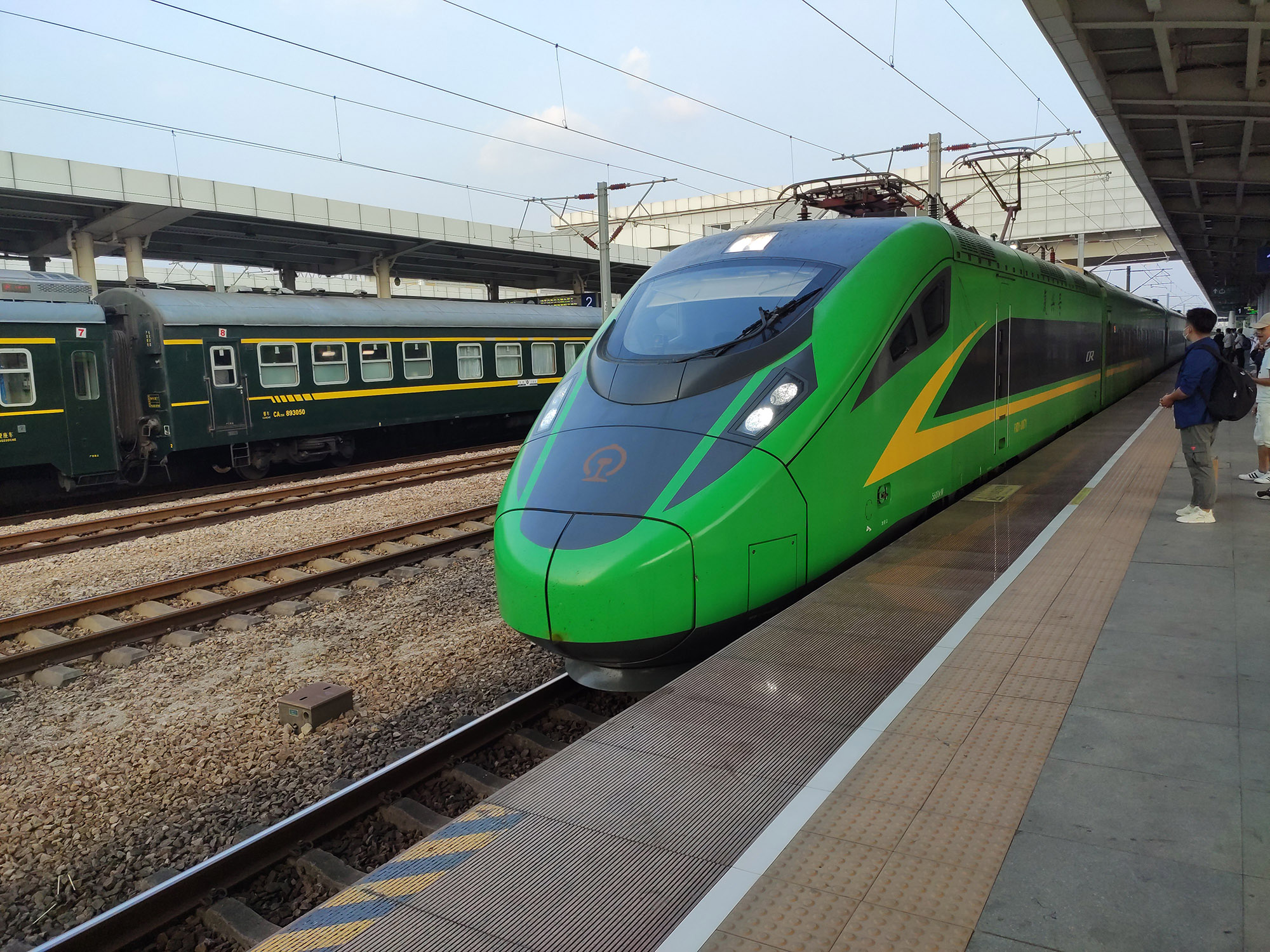
担当D727次的CR200J列车停靠东莞东站，采用初期量产车的绿色涂装
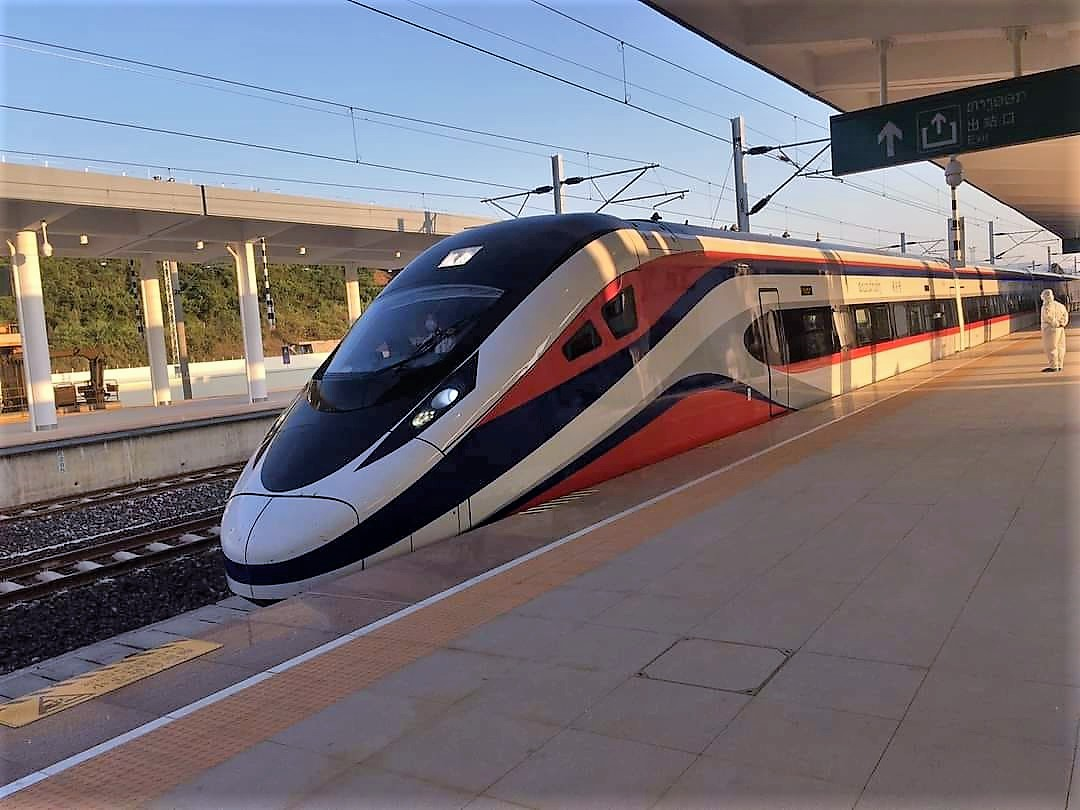
磨万铁路“澜沧号”涂装CR200J于万荣站
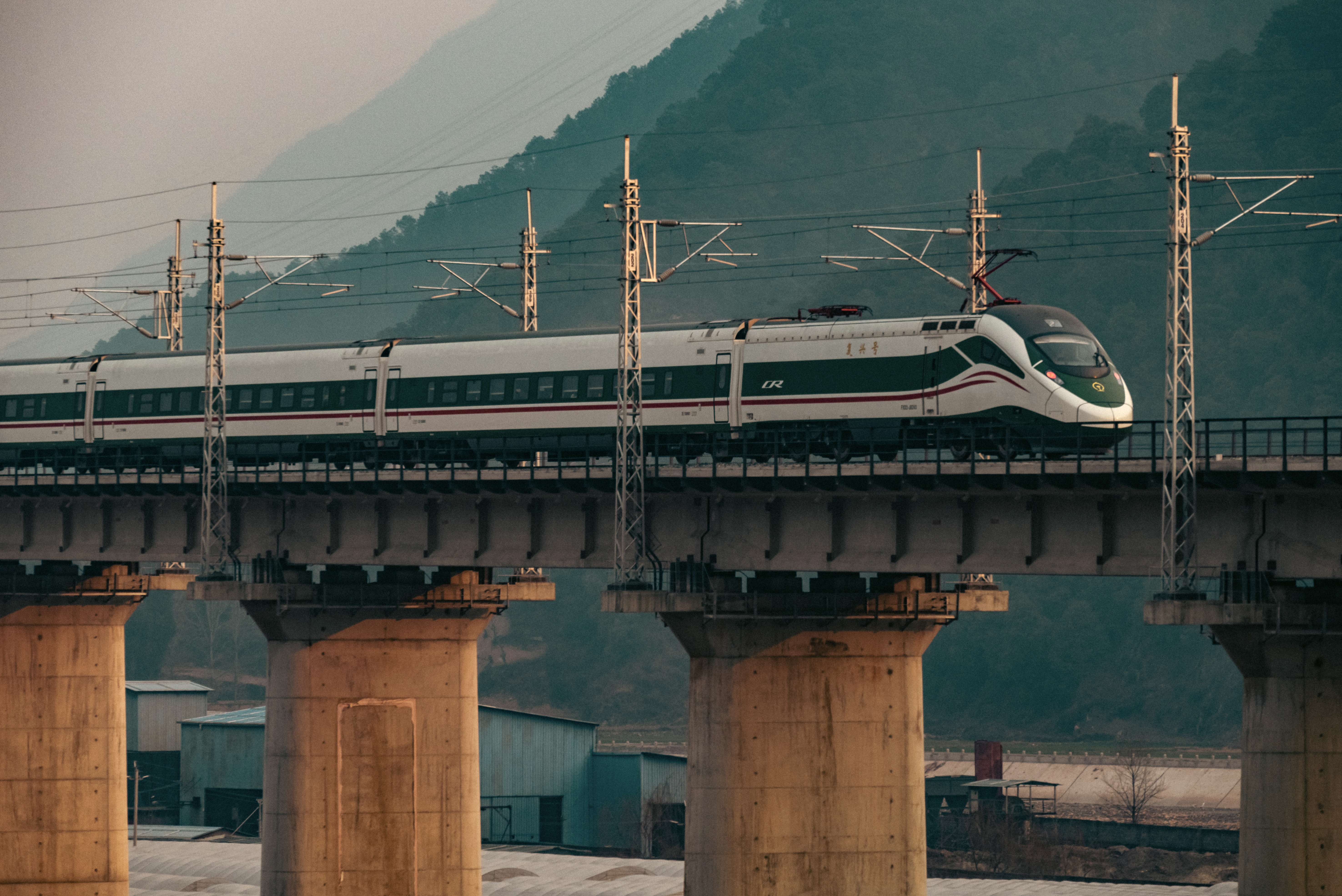
采用新版量产涂装的CR200J于峨广铁路冕山特大桥
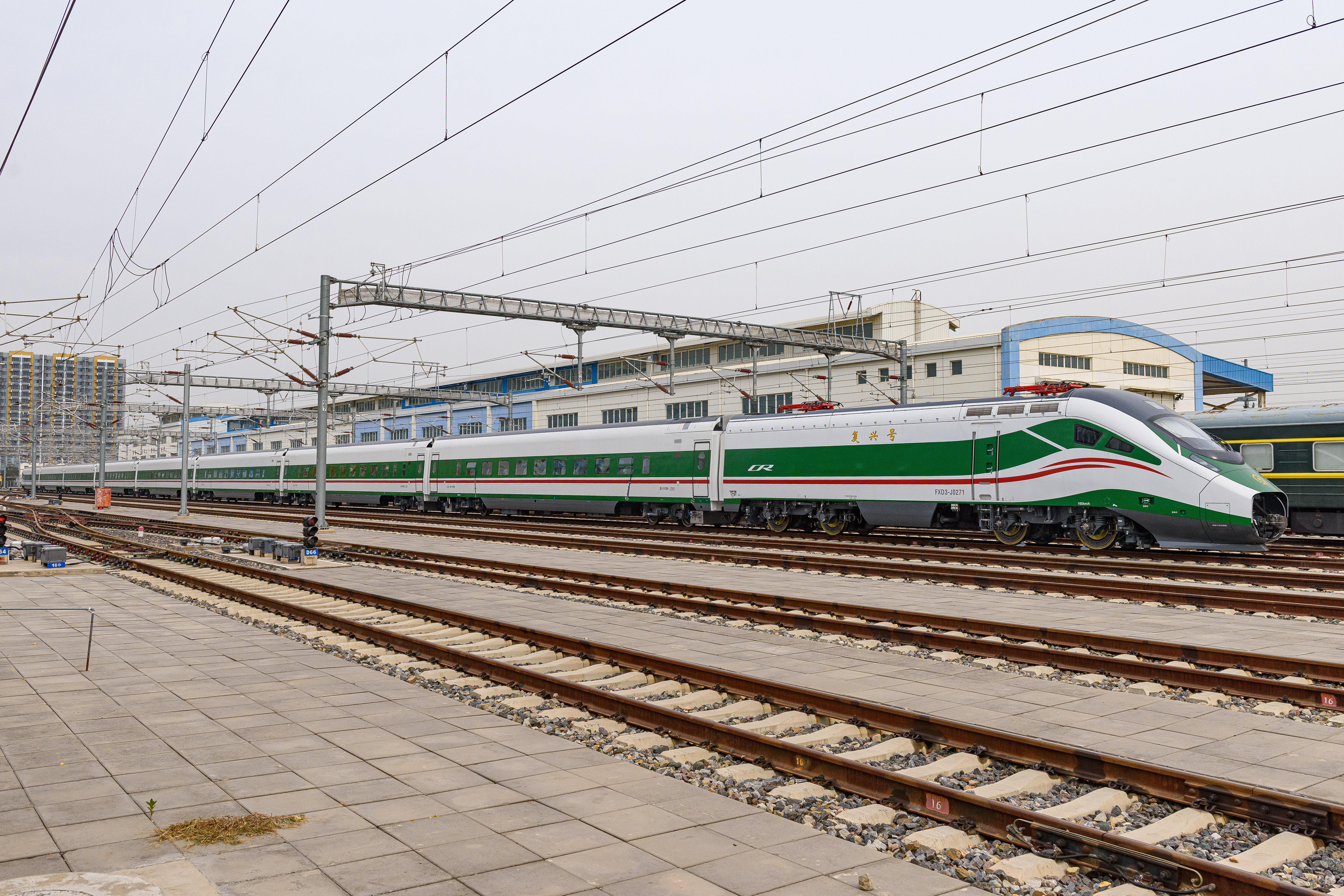
采用新版量产涂装的短编CR200J在北京环行铁道

#### 外部设施

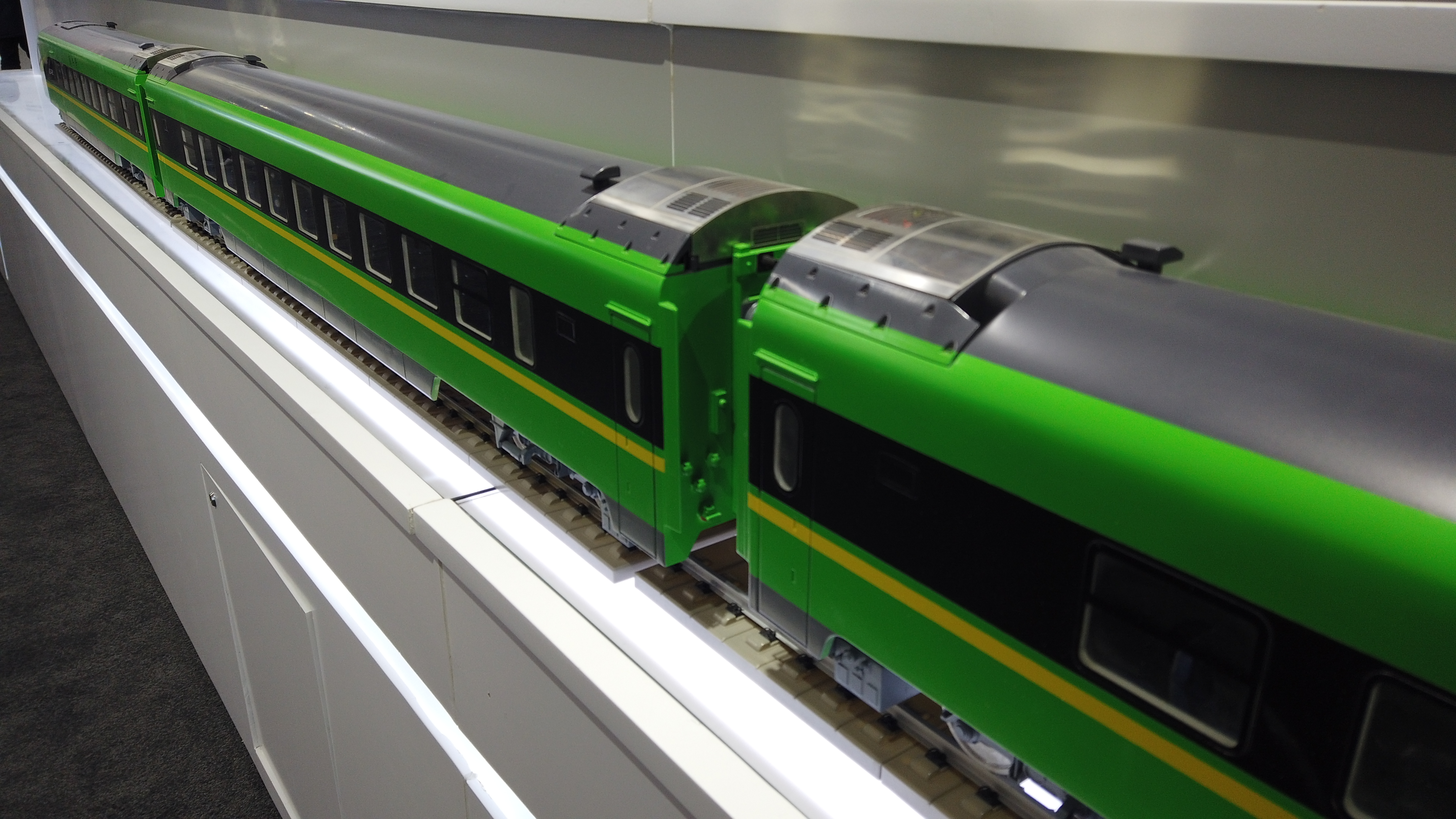
《中国铁路创新成就展》上展出的CR200J型动车组模型顶部设备

在实验过程中，CR200J型动车组拖车顶部的单元式空调机组曾采用与国产25T型客车室同样的布置，高于车体顶部轮廓。量产版拖车对该处进行了设计优化，在空调机组与车体间的空隙中安装了螺栓固定的斜面导流板，以达到减小动车组整车空气阻力的目的。
该型动车组的一、二等卧车设置一对车门，而一、二等座车则设置两对车门；动力车在司机室两侧布置一对车门，双源高原型则在内燃辅机中央布置一对车门；控制车则不设独立的司机室侧门，司机室门位于靠近司机室一端的车门走廊之间。车门旁設有 LED滚屏，可显示车次、车厢号及发到站信息。非鼓型车体的车门下方还设置有登车梯，具有低站台乘降的能力。

### 內部设计及服务设施
在内部设计及装饰上，该型动车组同样参考了既有动力分散动车组的设计元素。相较25T型客车，每车仍保留三对可半幅打开的通风窗，但各车窗边缘均改为略向外突出的水平窗台，可以放置较小的物品。二等座车厢的每排座椅背部下方均设有一个220V 50Hz的交流电源插座，二等座车中部座位的电源插座则布置在茶桌下方的车厢侧壁上；一等卧及二等卧车的每个铺位均在车厢侧壁上布置2个USB供电插座及一个阅读灯，同时在小桌板下方布置一个220V 50Hz的交流电源插座。同时，每节车厢均加装了无线网络路由器，可以为旅客提供无线网络。
每节车厢两端均设有真空集便厕所，其中一个为坐式便器，另一个为蹲式便器。车厢连接处安装有向两侧打开的手动滑动门，而客室与通道间则采用与25T型客车相同的单侧电动按钮式滑动门相隔。客室通道门上方设有发光二极管（LED）点阵走字屏，可显示列车沿途停靠站点、铁路宣传资讯、到站提示、抵达站室内外温度以及运行时速等信息。另外，各车走廊顶部均安装有监控摄像头，以加强安保。
二等座席位采用3+2的布局，一等座则为2+2布置。2022年前投入运营的批次座椅靠背角度可调整，但不可旋转，所有乘客均面向车厢中心，中心座位采用面对面布局，座位间设有不可收起的固定茶桌，其余座位则布置有可折叠的独立小桌板。这一排布方式与大部分欧洲铁路客车及中国铁路软座车相仿；2022年起投入运营的批次则取消了车厢中心的面对面座位，全列一、二等座座椅可调转方向，座位数量也因此调整。
在拉日、拉林铁路运营的双源高原型拥有独立的商务座车，座位采用1+1布置，并采用与CR400AF-Z型、CR400AF-C型相同的反鱼骨式座位布局，中间为过道。而2022年起投入运营的批次则在控制车端部增加了单独的商务座区域，并布置有6个商务座席。

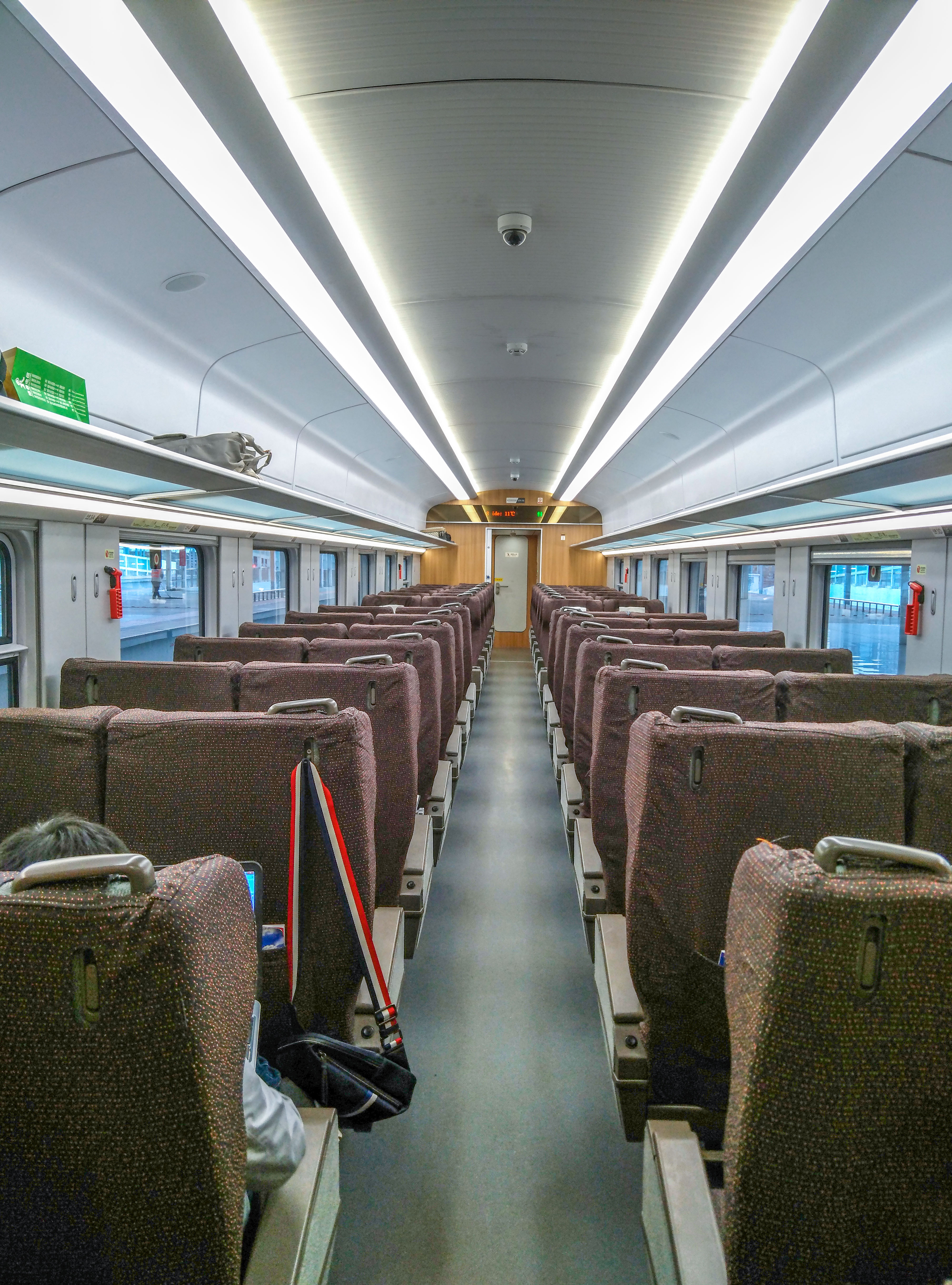
初代CR200J一等座车内饰
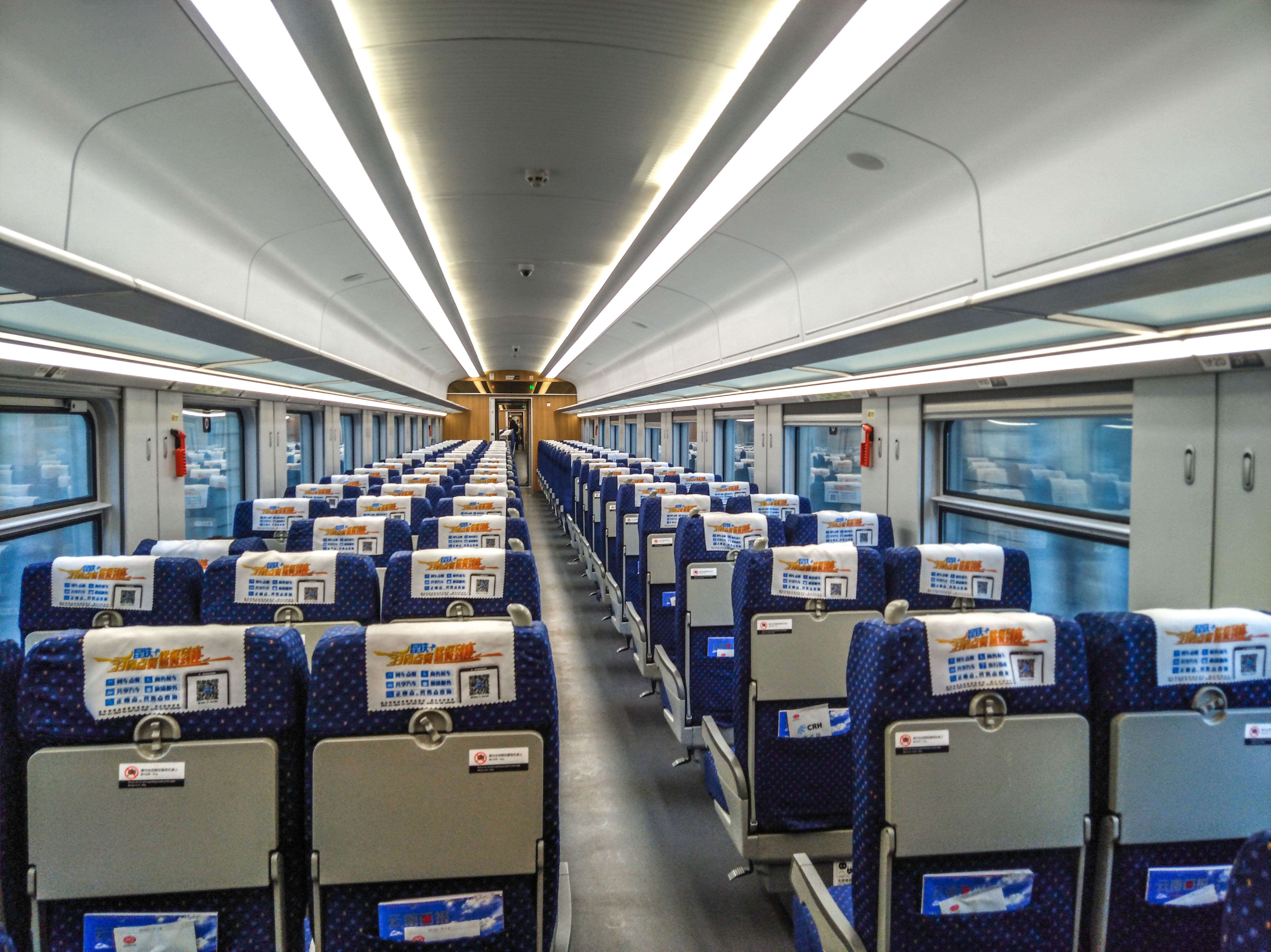
初代CR200J二等座车内饰
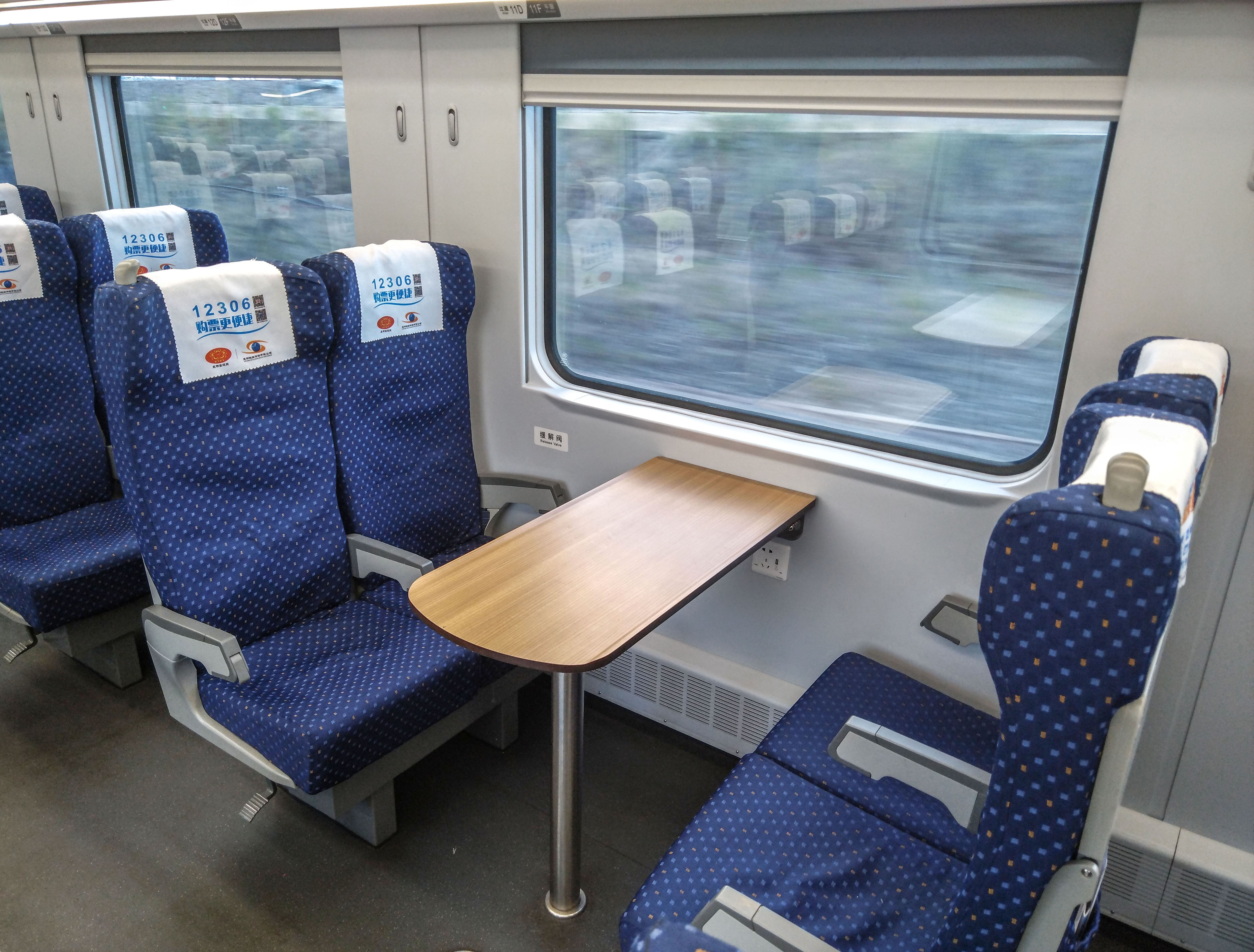
位于二等座车中部的茶桌
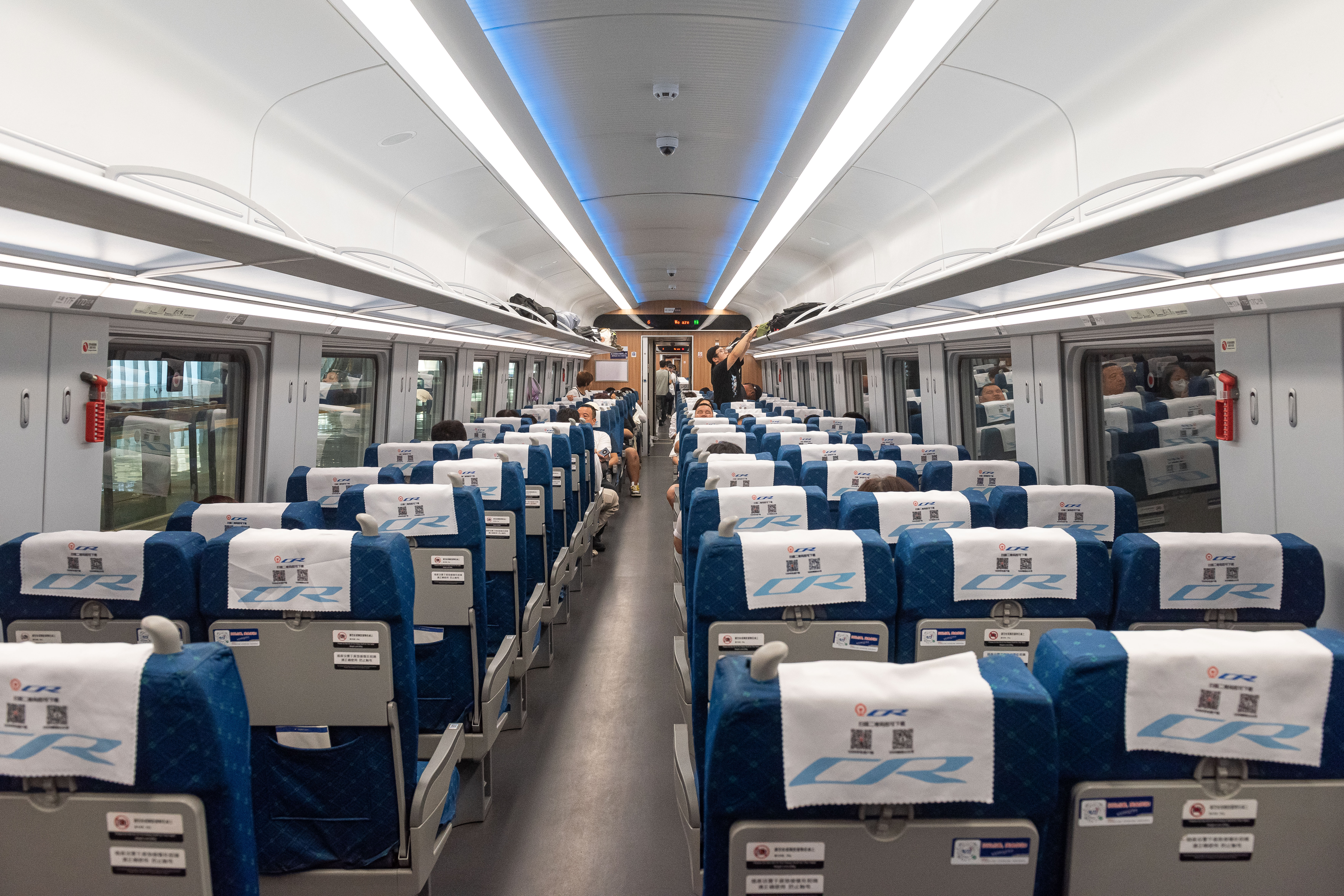
二代（鼓型）CR200J-B二等座车内饰
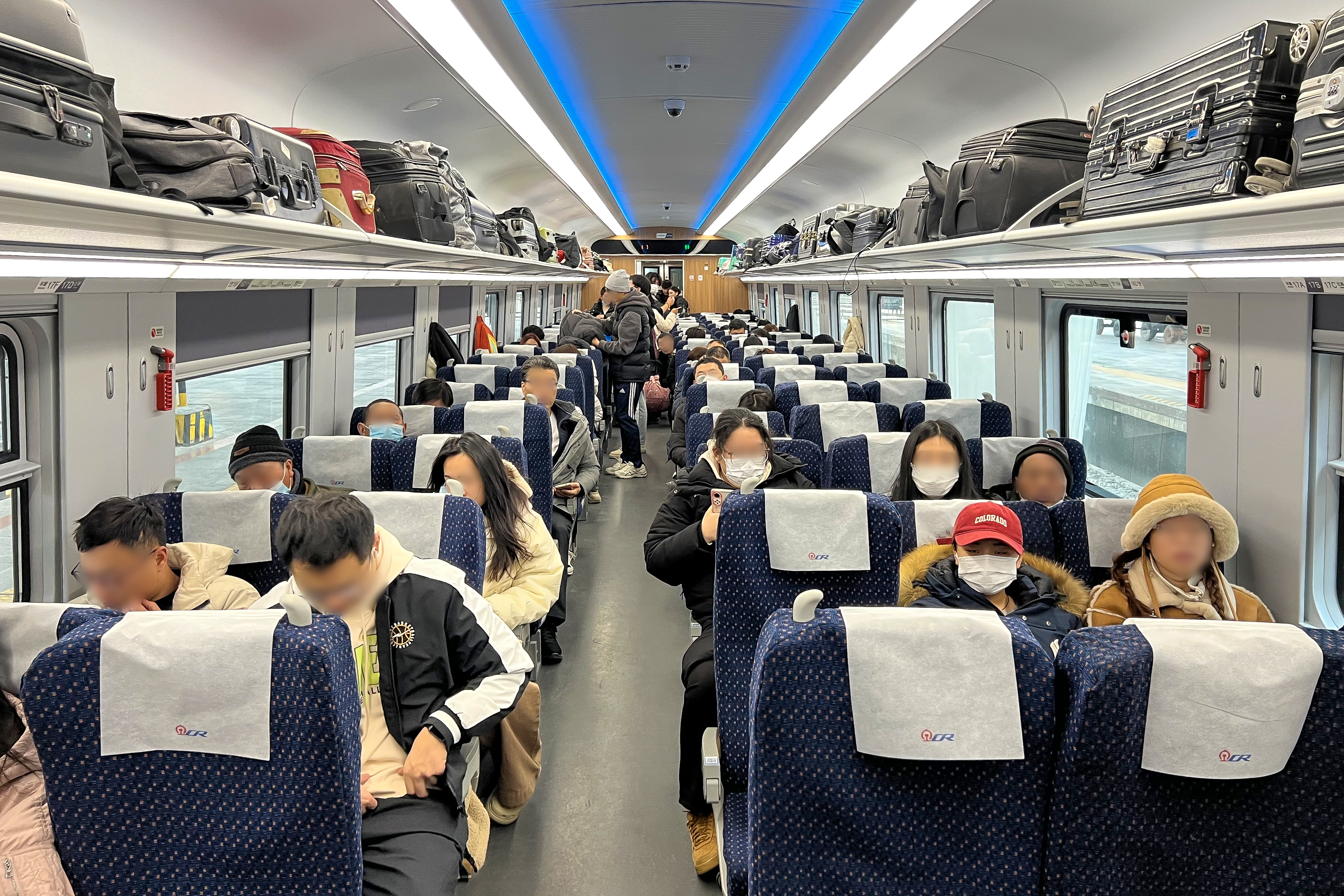
长编组CR200J-C二等座车内饰
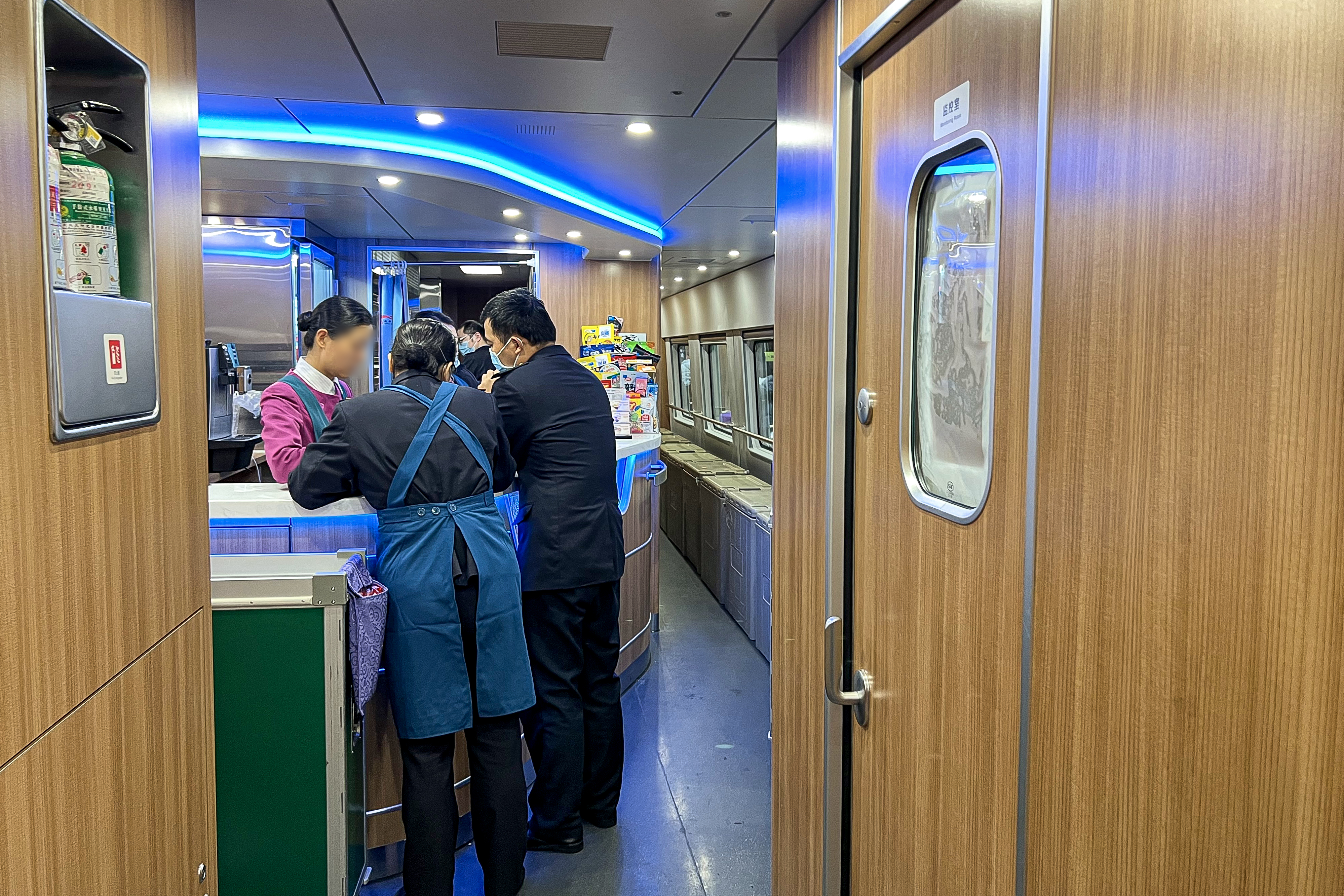
长编组CR200J-C吧台
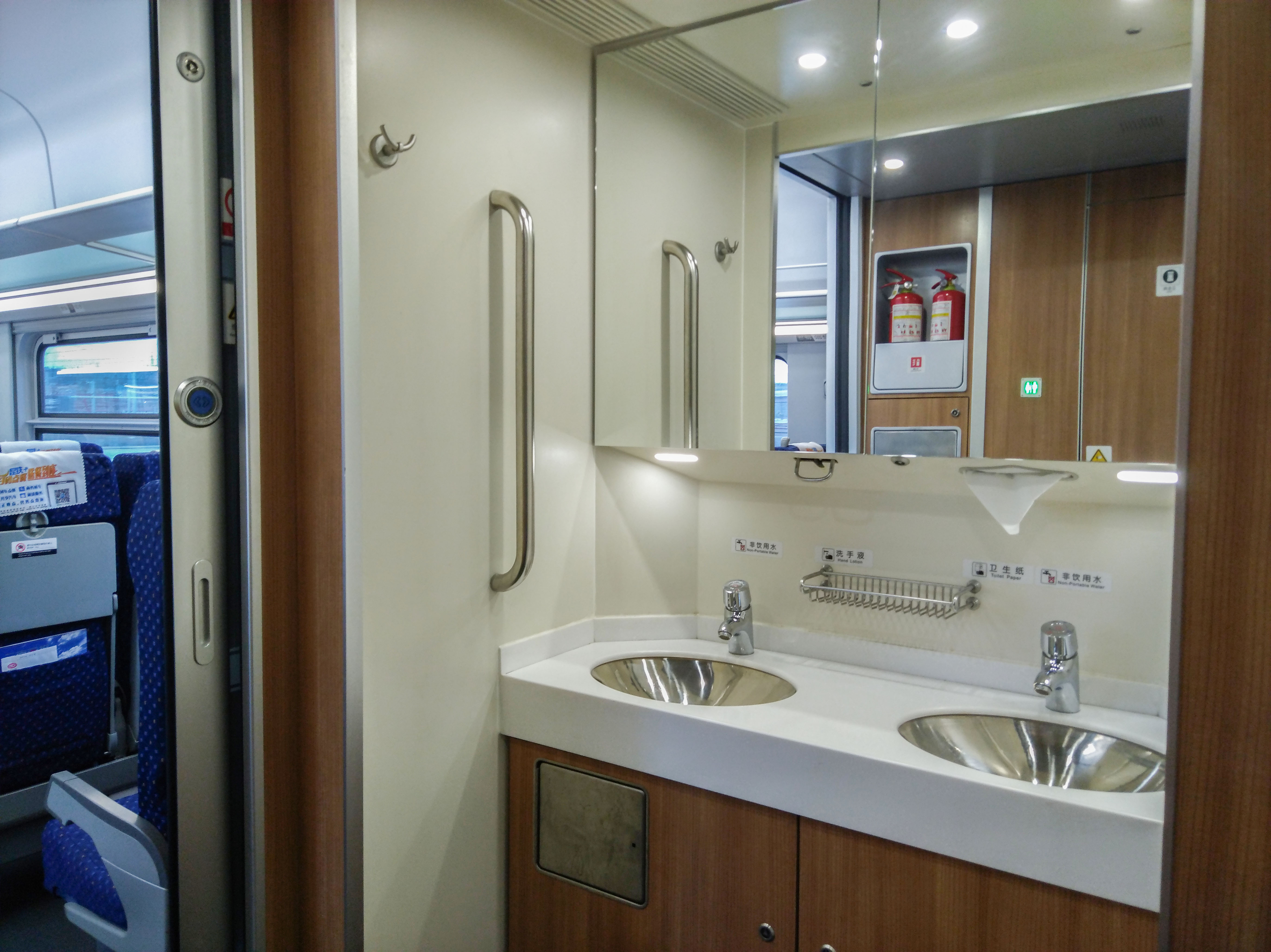
洗手池与客室滑动门
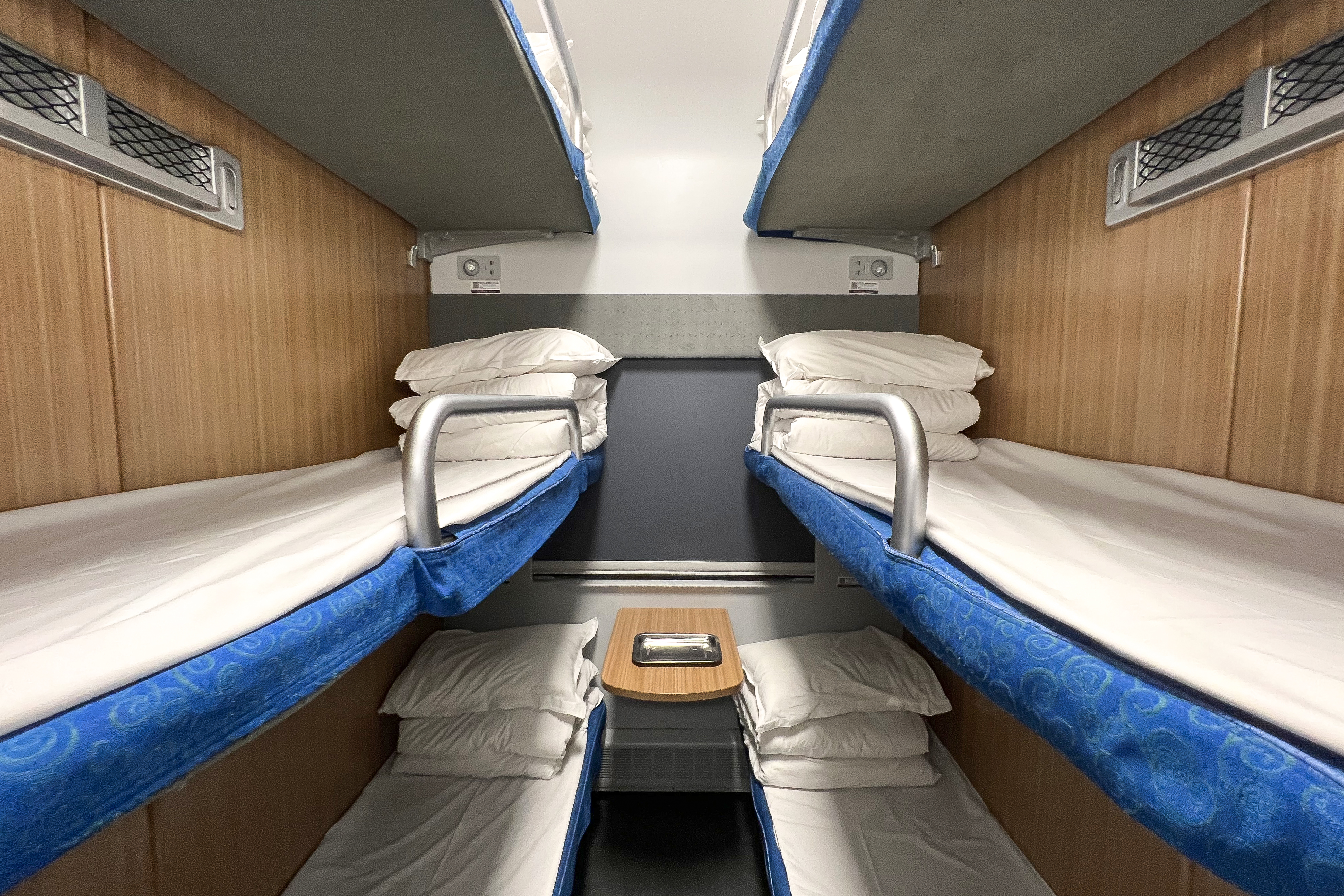
初代CR200J二等卧半包厢
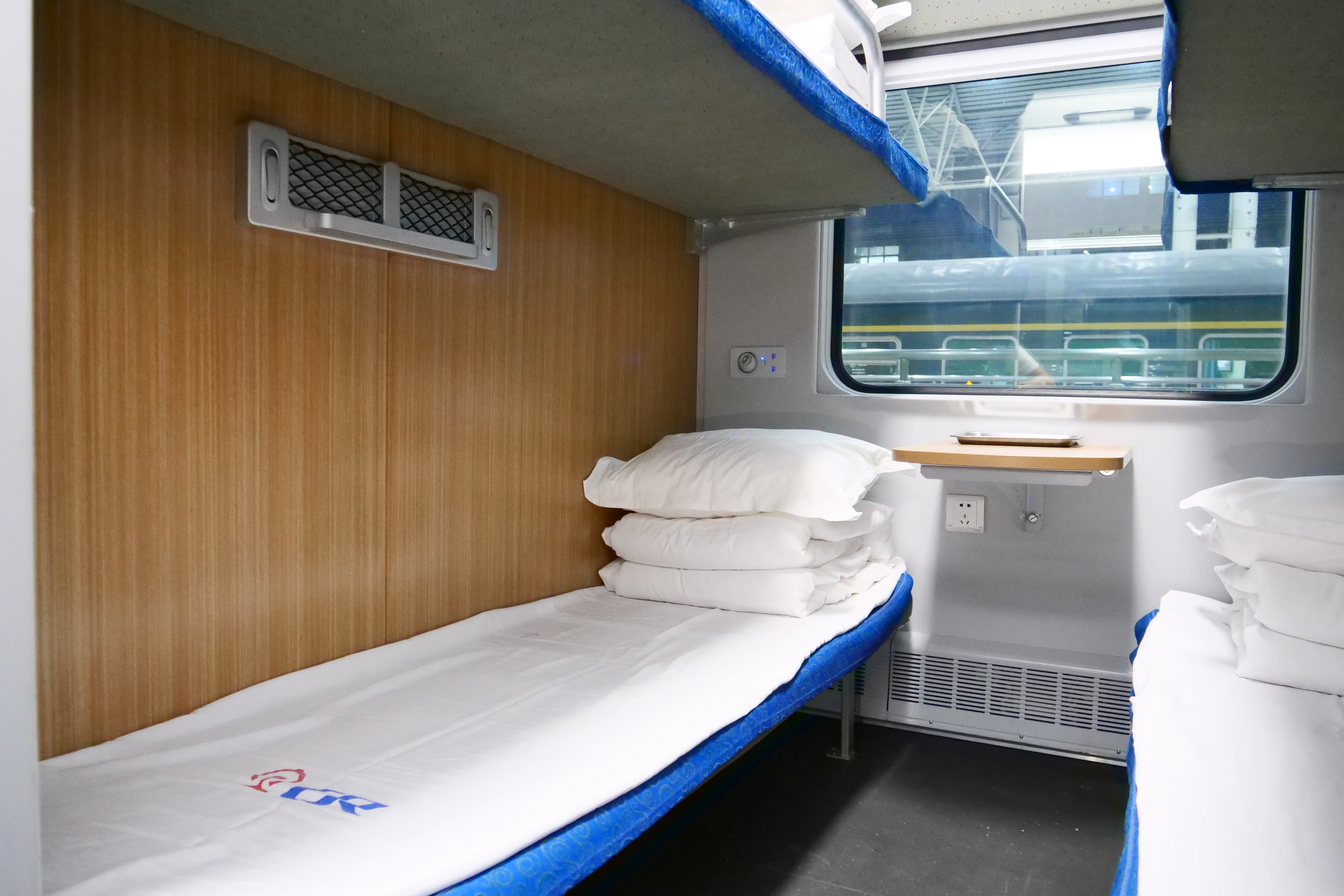
初代CR200J二等卧下鋪
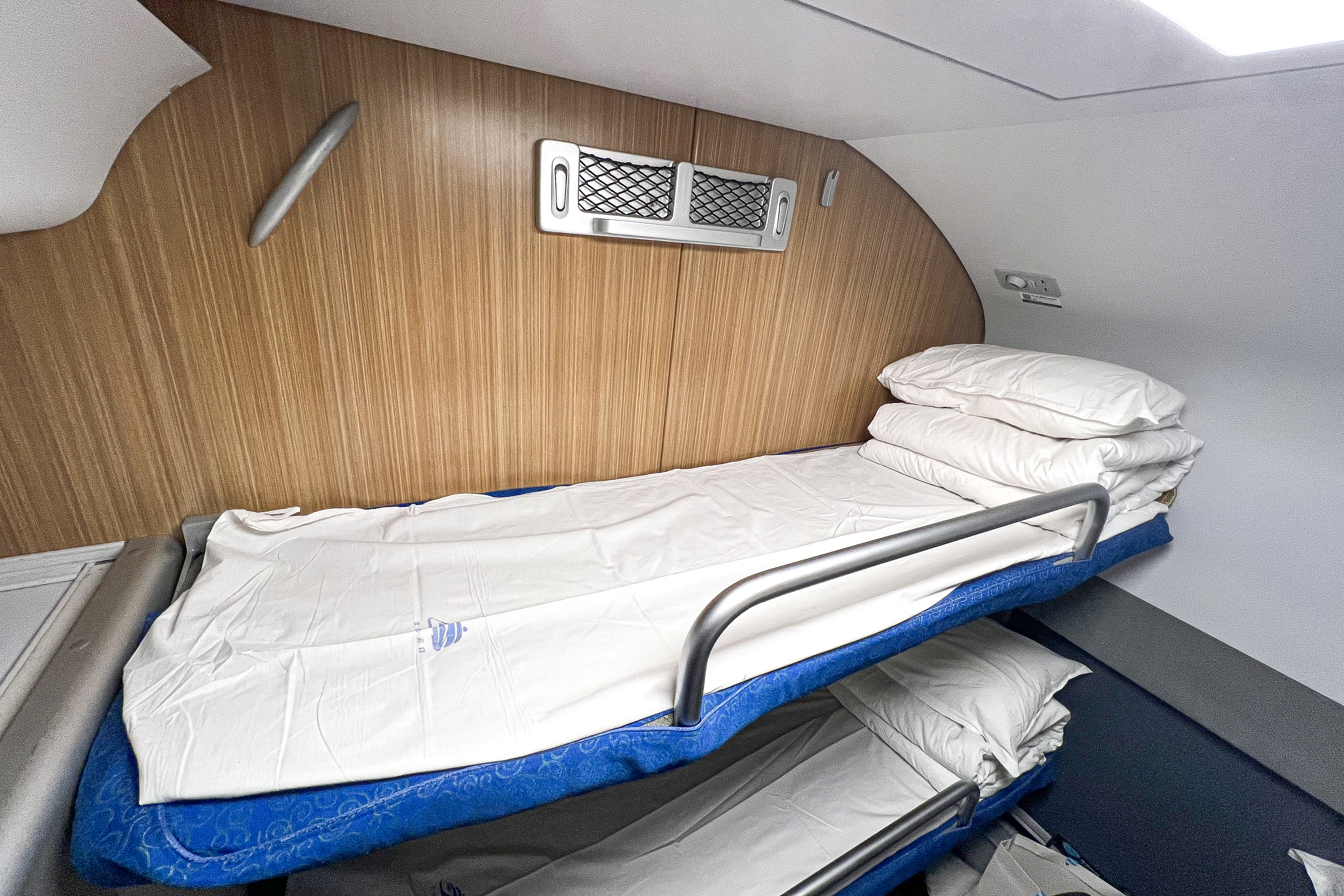
初代CR200J二等卧上铺
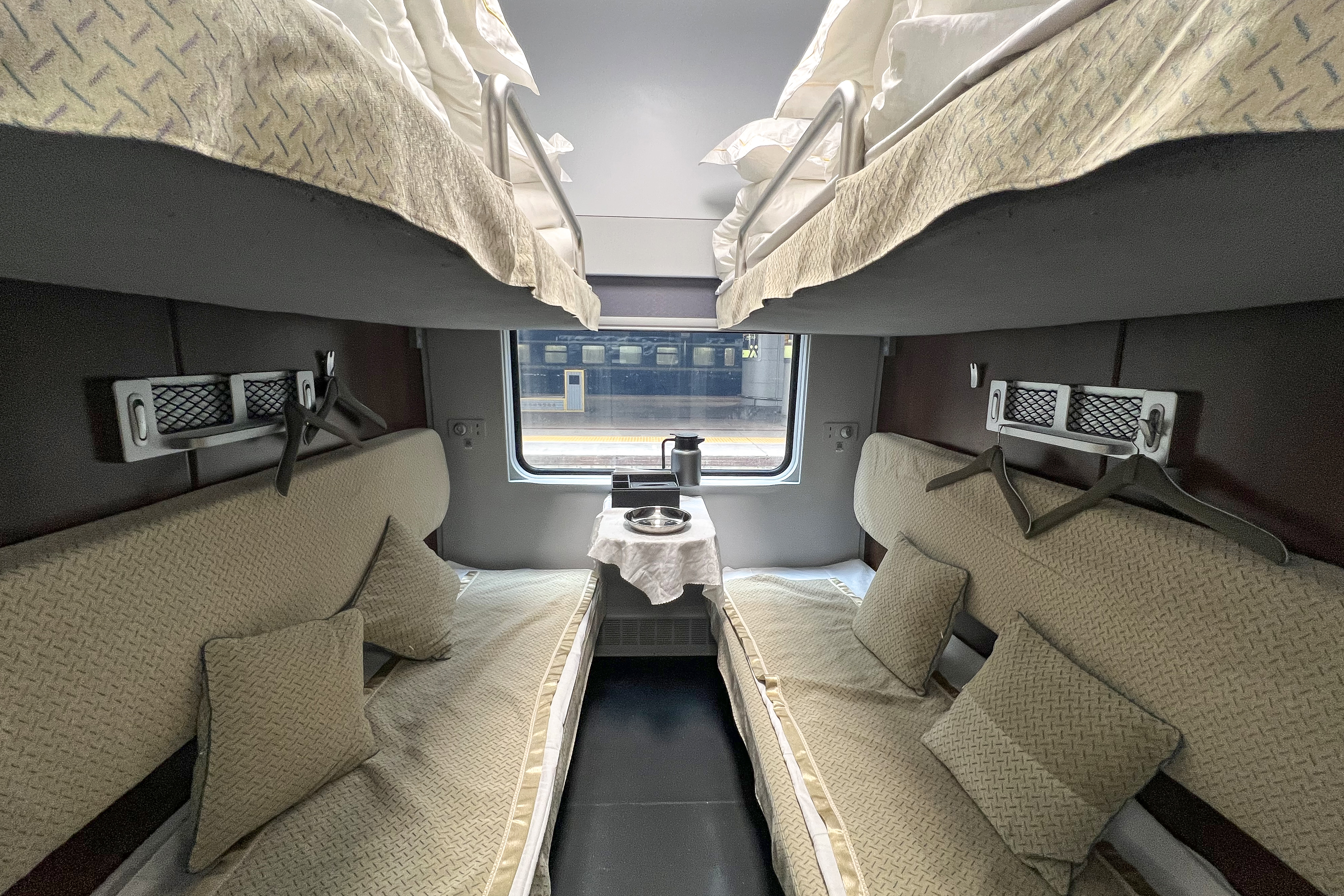
长编组CR200J-C一等卧包厢
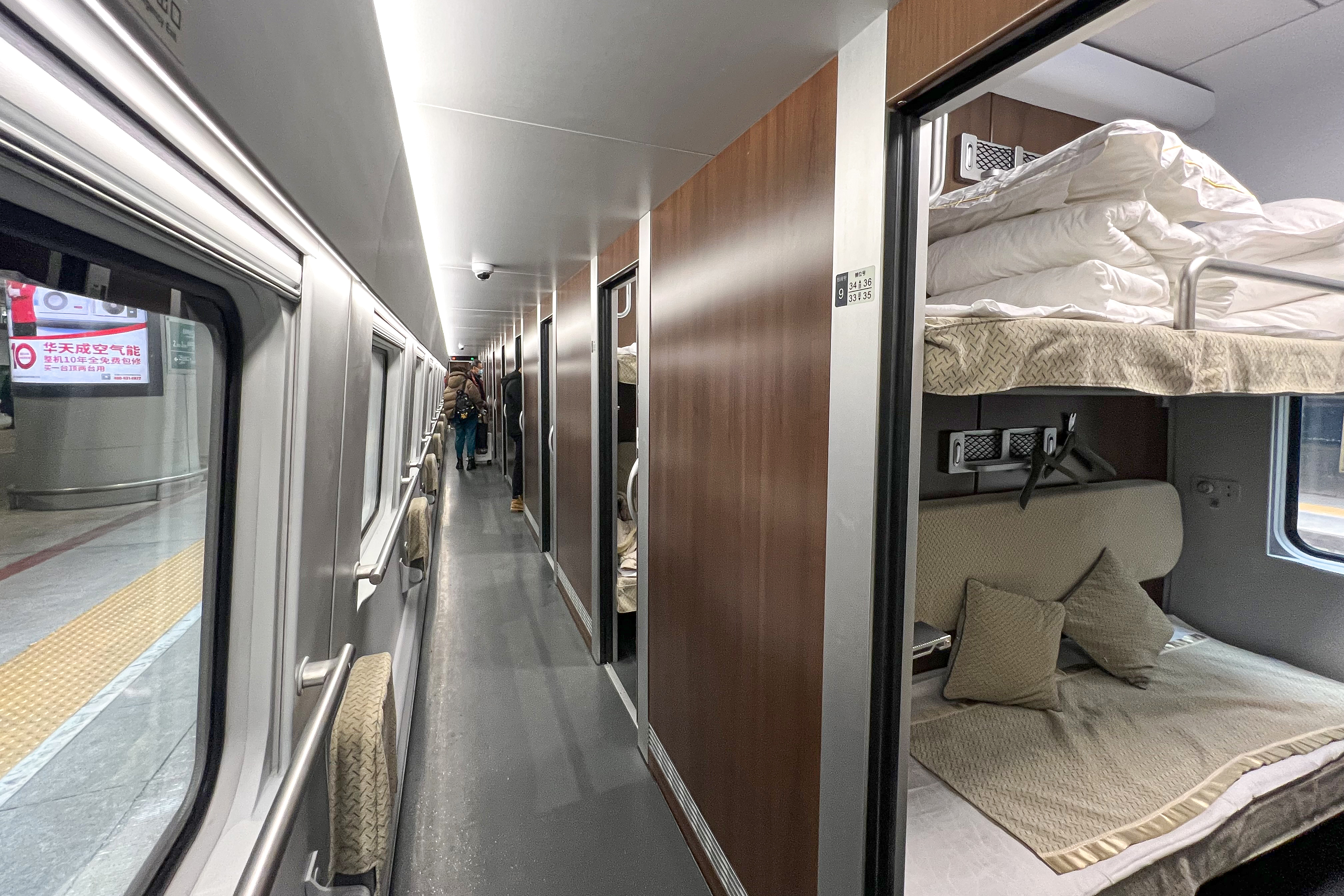
长编组CR200J-C一等卧客室
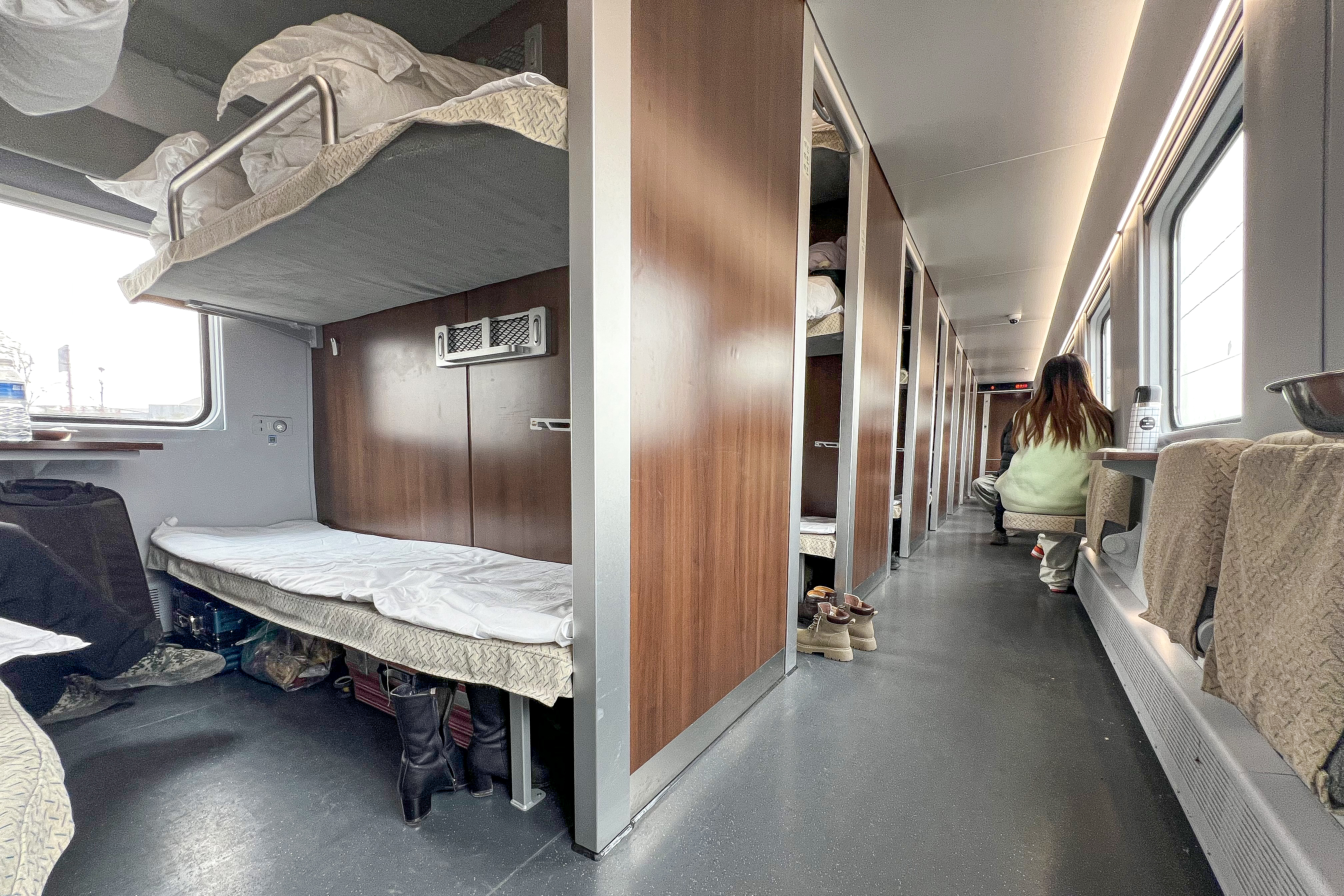
长编组CR200J-C二等卧客室
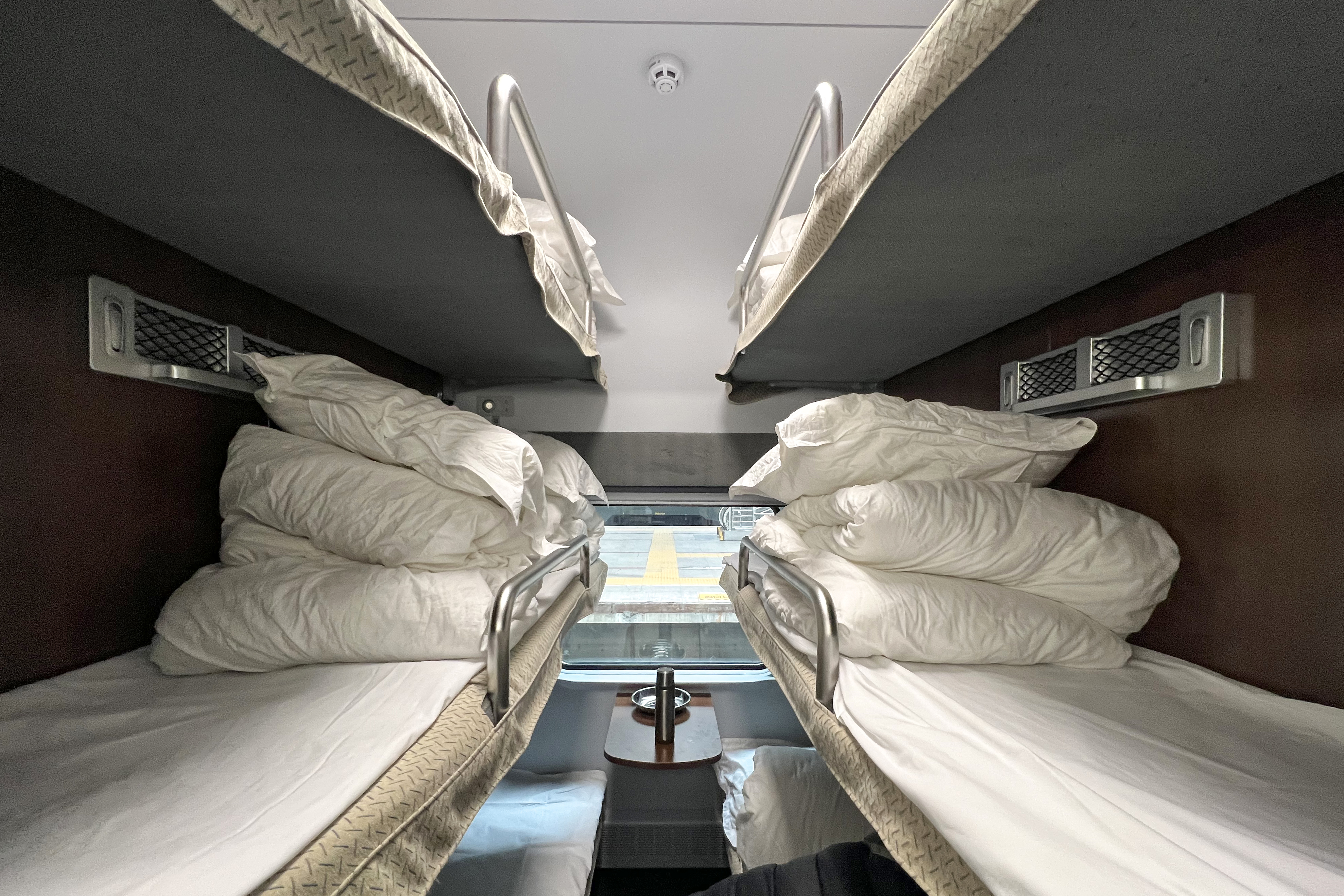
长编组CR200J-C二等卧半包厢
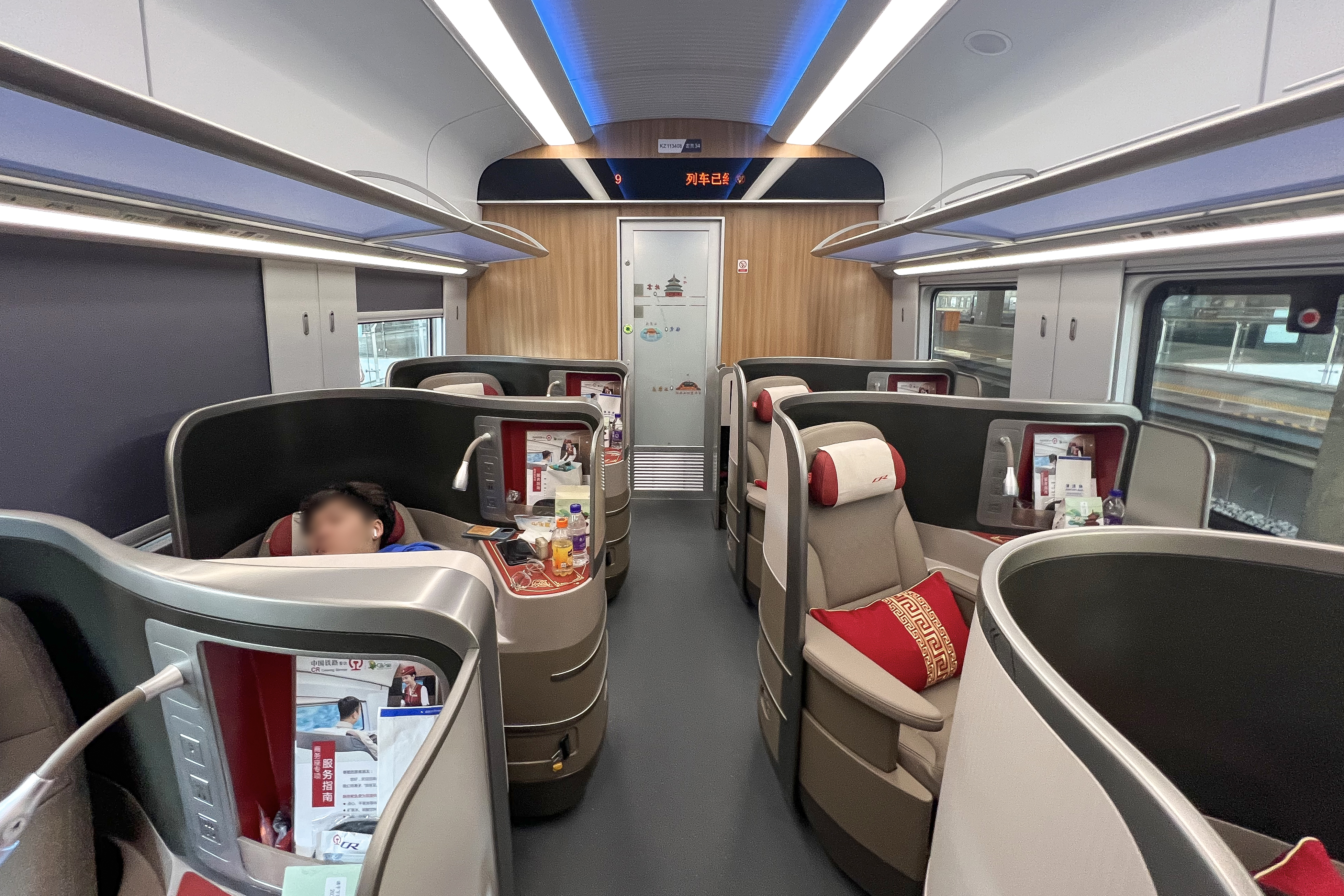
短编组CR200J-C、高原型CR200J1-D控制车商务座
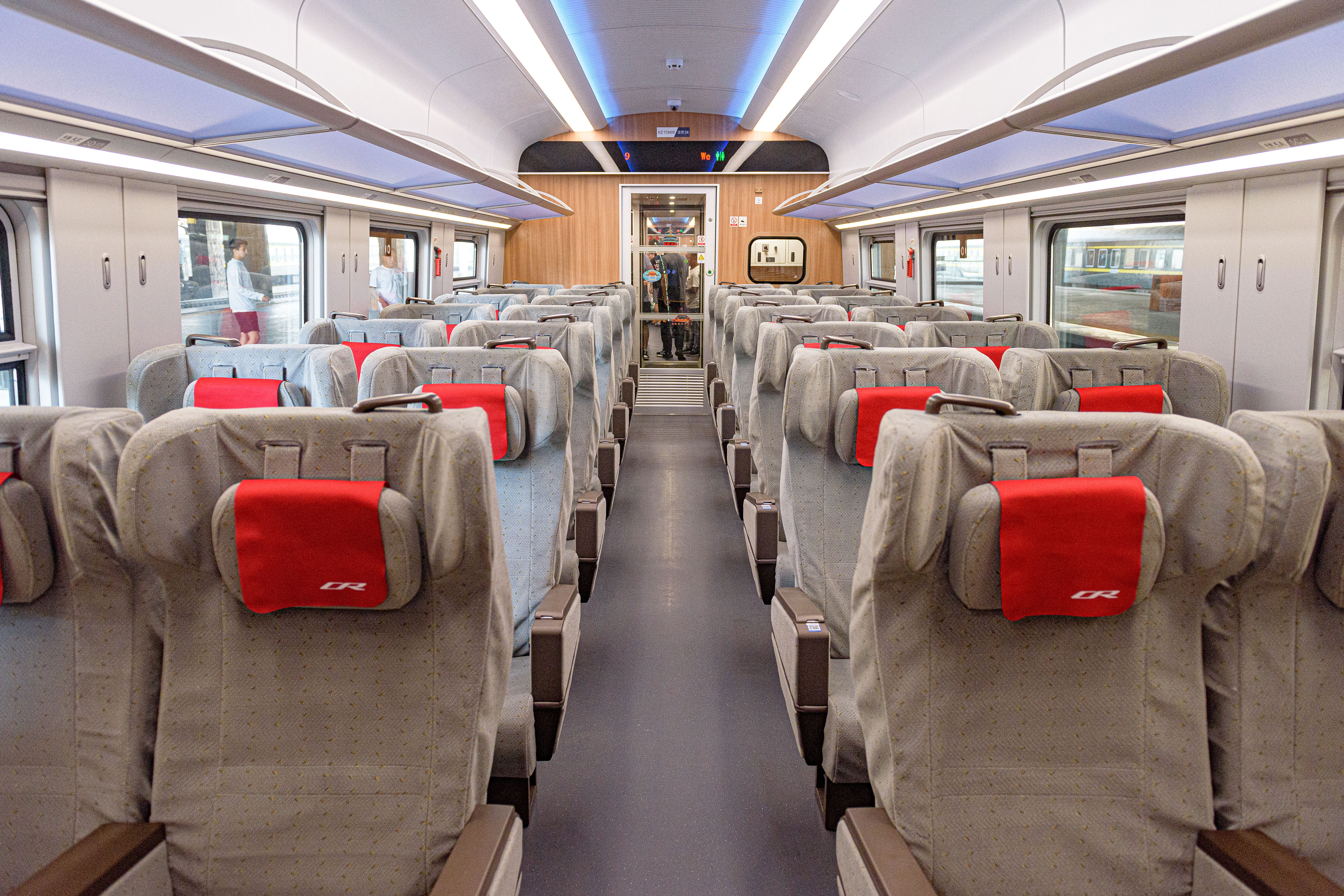
短编组CR200J-C、高原型CR200J1-D控制车一等座

## 运用状况
该动车组可在约10万公里的既有电气化铁路线网中开行。从丰富客运产品的角度看，该型动车组既可用於开行長途“夕发朝至”列车，也可开行中长途列车和城际短途列车。2016年，一篇有关动力集中动车组运营组织的文章指出，160km/h等级的动力集中型动车组造价和运营成本与普通25T型客车相差不大，但又远低于200至250km/h等级的动车组列车的制造及运营成本；同时，该型动车组编组固定，运营、检修效率均高过普速列车；车内客运人员配置数量（短编3人、长编5人）远低于既有普速列车，可大幅降低人工成本。在既有线开行此动车组、并按照D字头列车或C字头列车标准收取票价，可为铁路部门提高经营效益。
根据2020年中国国家铁路集团有限公司张春来等人撰文，披露自CR200J型动力集中动车组上线运行以来，根据2019年的运营数据分析呈现以下现象：
- 在由CR200J长编组担当、替换原先挂Z、T字头的普速列车（如北京-杭州Z9/10次列车、T31/32次列车，南京-北京T65/66次列车等）中，虽然客座率有所下降，但客运收入增长明显；
- 在由CR200J长编组担当、替换原先挂D字头的既有线动卧列车（如北京南-上海D313/314次列车、D321/322次列车等）中，客座率及客运收入均有增长；
- 在由CR200J短编组担当、新增开的中短途列车中，兰州-重庆、昆明-蒙自、乌鲁木齐-库尔勒等列车效益较好，客座率及客运收入均有所增长；而上海（杭州）-开化（义乌）客座率利用率较低。

### 采购记录
- 2018年11月30日，中国铁路总公司正式发布时速160公里动力集中动车组采购公示，购置10列短编组（1动8拖，含回厂样车2组）、18列典型长编组（2动16拖），[23]其中18列长编组列车用以取代现有京沪铁路上的动卧及部分夕发朝至的特快列车，并套跑上海至开化、北京至秦皇岛的短途列车；10列短编组列车则与2019年1月起陆续在兰渝铁路、中川机场铁路以及昆玉河铁路上投入运营，以提高既有线中短途客运产品的乘坐体验[24]。

- 2019年6月6日，国家铁路集团第二次发布时速160公里动力集中动车组采购公示，购置22组典型长编组（2动16拖）、92组短编组（1动8拖，含回厂样车2组）。这批列车陆续于2019年末出厂投入运营，其中22组长编组列车用以取代京九铁路上的直达特快列车、并新开行西安至呼和浩特的中长途列车；92组短编组列车则陆续在兰新铁路、南疆铁路、成渝都市圈城际线路及西安周边的短途城际线路上投入运营。

- 2020年9月1日，金台铁路有限责任公司通过国家铁路集团预订了2组CR200J用于金台铁路运营，这是除国家铁路集团外首个由合资铁路公司购置的订单，担当金华至台州间普铁运行[25]。2021年6月25日，金台铁路购买的两列CR200J2-B型动车组（JT001、JT002）投入运营。

- 2021年初，青藏铁路公司向国家铁路集团预定了3组内电双源型CR200J动车组用于拉林铁路、拉日铁路的城际客运服务，并于拉林铁路开通当日投入运营。

- 2021年6月8日、8月24日、9月10日，国家铁路集团分三次发布第三批时速160公里动力集中动车组采购公示，购置71组短编组（1动8拖，其中J1-B型27组、J2-B型6组、J3-B型38组），并于2021年6月28日采购2列J3-B型跨国版。所有第三批次列车于2021年末陆续在京哈铁路、峨广铁路、西康铁路、达成铁路等线路上运营。

- 2022年9月16日、9月28日，国家铁路集团发布第四批时速160公里动力集中动车组采购公示，购置34组短编组（1动8拖，其中J1-B型10组、J3-B型18组、J3-C型6组）、9组高原型短编组，并于2022年底陆续出厂投入运营。

- 2023年8月14日，国家铁路集团发布第五批时速160公里动力集中动车组采购公示，购置46组短编组（1动8拖，其中J1-C型24组、J3-C型22组）、4组高原型短编组、49组长编组（其中J1-C型24组、J3-C型25组），并于2023年底至2024年初陆续投入运营。

- 2024年5月22日，国家铁路集团发布第六批时速160公里动力集中动车组采购公示，购置4组短编组、14组高原型短编组、1组长编组。

### 运营管理
CR200J型动车组投入运营初期，采用该车型开行的列车均使用普通动车组列车的号段。2021年10月11日起，所有由CR200J型动车组担当的管内列车均按照城际动车组列车管理，使用城际列车的C11-C998号段，以与在客运专线上运营的动力分散式动车组车次作出区分；由CR200J型动车组担当的跨局列车则继续使用普通动车组列车的D701-D898号段，按照普通动车组列车管理。2024年1月10日起，所有由CR200J型动车组担当的跨局列车改为使用D1-D298号段。

### 配属概况

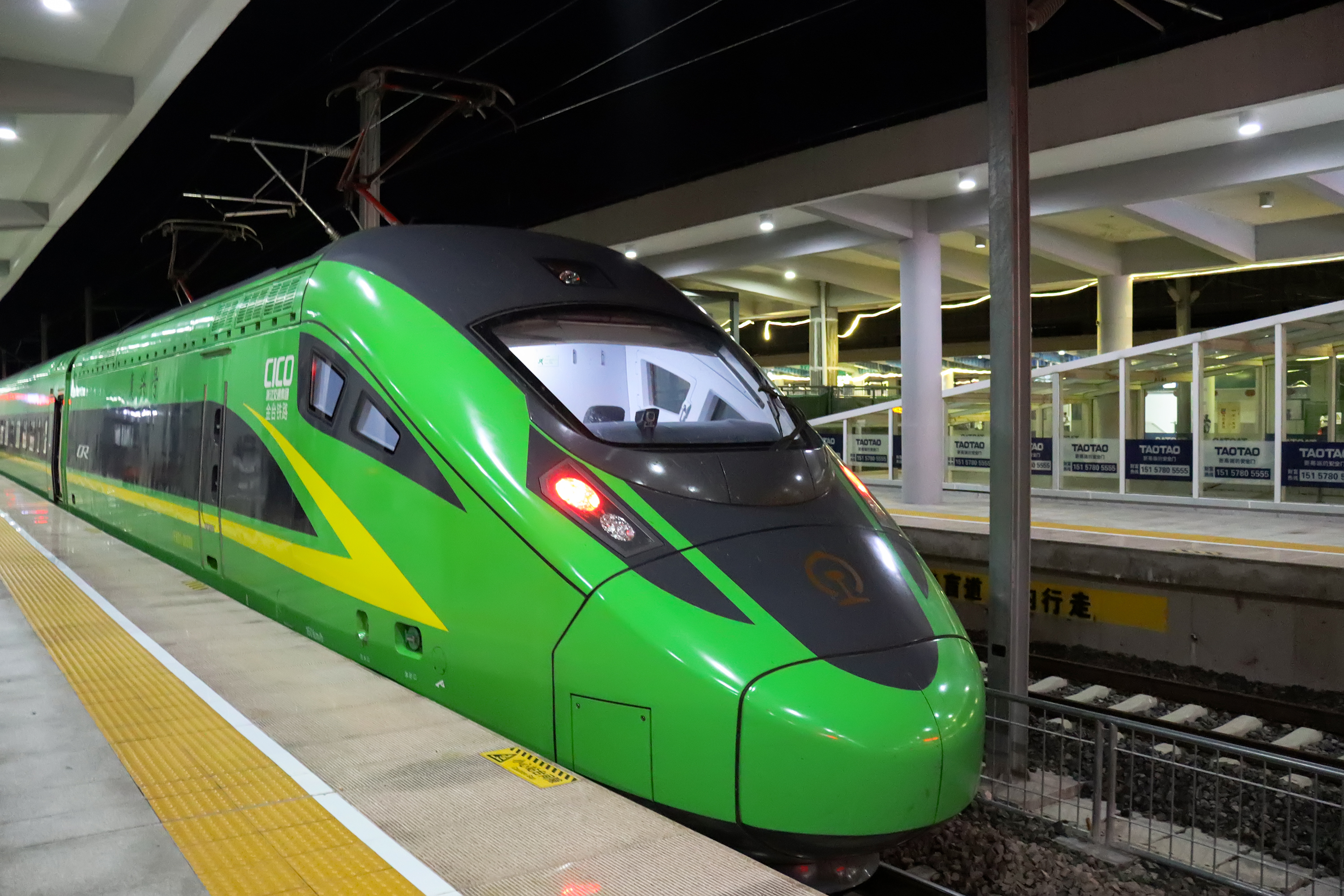
配属金温铁道公司的CR200J列车于金台铁路永康南站

按照中国铁路总公司于2018年初的计划，该型动车组将率先由北京局集团、上海局集团、武汉局集团及昆明局集團使用，並拟配属北京西、上海南、汉口及昆明西车辆段，而相應车辆段亦须为此进行改建工程。
截至2024年7月，389组复兴号CR200J型动车组列车已出厂。部分试验结束后的样车已通过回厂检测并改造为量产车，但仍有部分试验车体（如高等软卧车）在生产厂或测试场处于闲置状态。
2024年5月，內電混燃版本的CR200Jx-N樣車下線，分別為主要用於耐高寒试验的大連+唐山組合CR200J3-N-1701（動力車：FXN3-A-J0001）以及主要用於抗風沙试验的大連+浦鎮組合CR200J1-N-2701（動力車：FXN3-A-J0002）作為試驗用途。

## 列车编组
实际编组与本列表可能存在一定出入。
拖车组号段分配

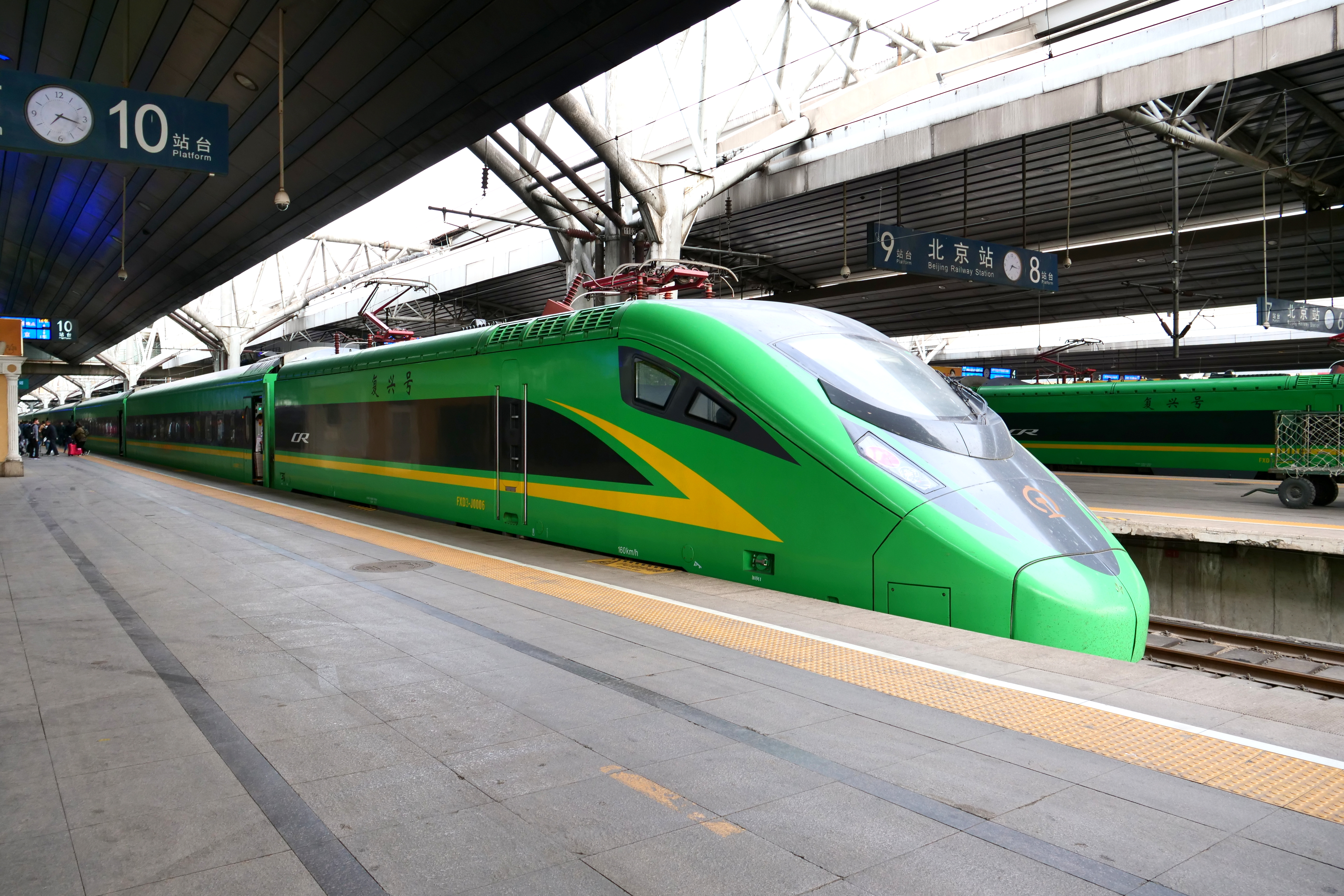
动力车

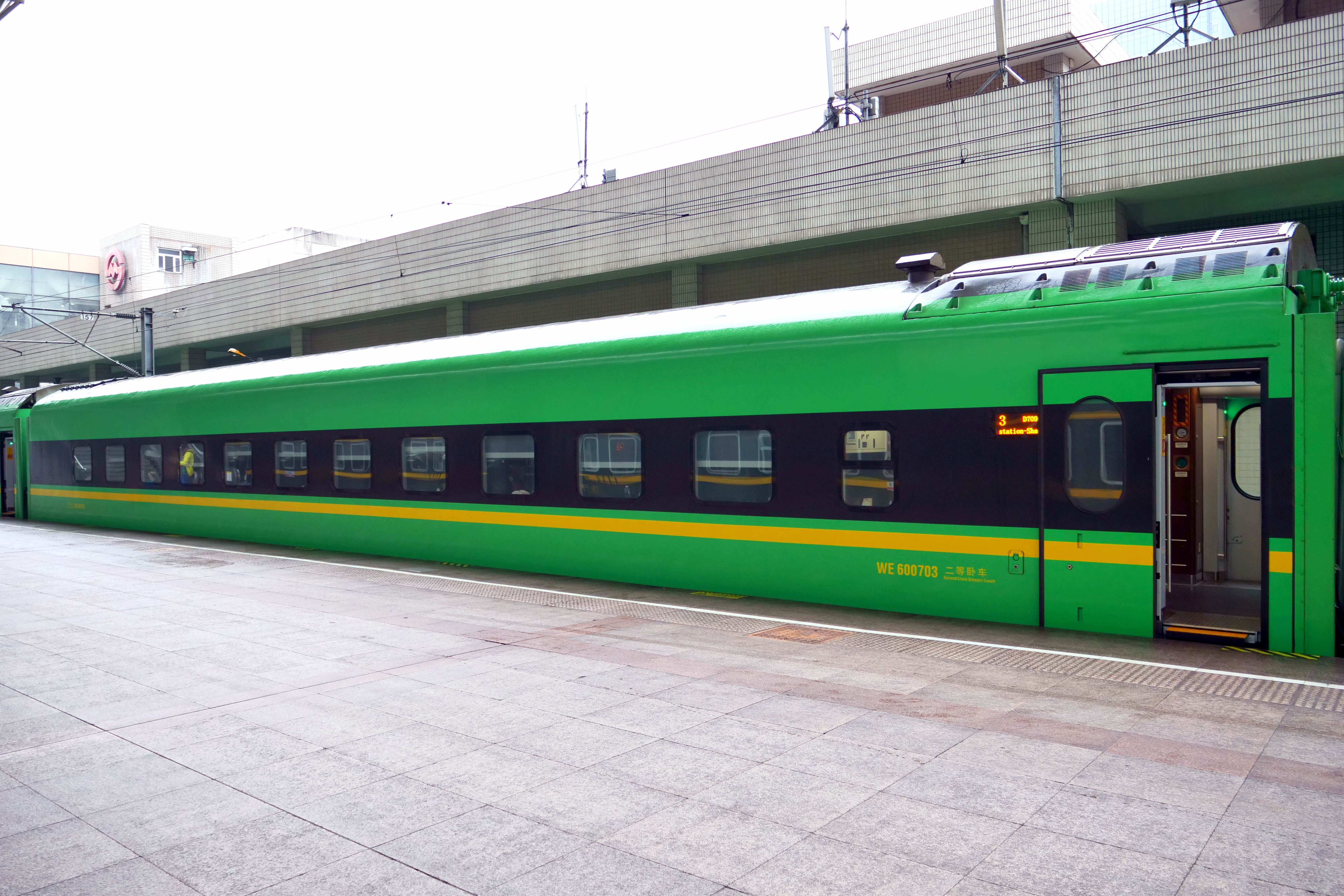
二等卧车车厢

- 唐山公司制造的短编组动车组号段为1001~1999（其中CR200J3-N号段为1701~1999），长编组为5001~5999（其中由地方铁路公司采购的动车组号段为0501~0599）
- 浦镇公司制造的短编组动车组号段为2001~2999（其中CR200J1-N号段为2701~2800；CR200J1-D号段为2801~2900；CR200JS-G号段为2901~2999），长编组为6001~6999
- 长客股份制造的短编组动车组号段为3001~3999，长编组为7001~7999
- 四方股份制造的短编组动车组号段为4001~4999（其中由老中铁路公司采购的动车组号段由0401起始），长编组为8001~8999
- 机车与拖车组合相对固定，无特殊情况不进行拆分运行，整列车组号跟随拖车车组，以机械间（位于二等座车/餐车上）所在车厢的所示车号为准。

动力车号段分配
- 机车端仅喷涂“FXD”（或“HXD”、“FXN”）字头车号，并占用虚拟车号（00或20）。
- FXD1-J：由中车株机、中车大同生产的电力机车，技术平台为复兴1型电力机车（牽引功率5600kw）。其中株机产号段以0001起始，大同厂产号段以8001起始；
- FXD3-J：由中车大连生产的电力机车，技术平台为复兴3型电力机车（牽引功率5600kw），号段以0001起始；
- HXD1D-J：由中车株机生产的电力机车，技术平台为和谐1D型电力机车（牽引功率7200kw），为CR200JS-G、CR200J1-D专用动力车，CR200JS-G号段以0001起始、CR200J1-D号段以1001起始；
- FXN3-J：由中车大连生产的内燃机车，技术平台为复兴3型内燃机车（牽引功率2x2370kw），采用类似DF11G、DF11Z的模式重联运行（A機帶駕駛艙，B機為補機，無駕駛艙），为CR200JS-G专用动力车，号段以0001起始。
- FXN3-A-J：由中车大连生产的内电混燃机车，技术平台为复兴3A型混合動力机车（牽引功率3800kw），為CR200J1-N、CR200J3-N专用动力车，号段以0001起始。

拖车型号
- SW25T：商務座車（Business Coach）； *僅CR200JS-G，預留擴充至3M12T配備。
- ZYS25T：一等／商務座車（First Class／Business Coach）； *該車型僅CR200JS-G配備。
- ZY25T：一等座車（First Class Coach）；
- KZ25TA/B: 控制车（Control Coach）； *25TA为唐山/四方/长客平台控制车，25TB为浦镇平台控制车，CR200Jx-C、CR200J1-D、CR200Jx-N搭載6席商務座。
- ZE25T：二等座車（Second Class Coach）；
- ZEC25T：二等座車／餐車（Second Class／Dining Coach）；
- WY25T：一等卧车（First Class Sleeper Coach）；
- WE25T：二等卧车（Second Class Sleeper Coach）。
- WG25T：高級軟卧车（Luxury Sleeper Coach）。

英文字母意思
- Z：Zuo（拼音），座，座车；
- Y：Yi（拼音），一，一等；
- E：Er（拼音），二，二等；
- S：Shang（拼音），商，商務；
- C／CA：Can（拼音），餐，餐车；
- G：Gao（拼音），高，高級；
- W：Wo（拼音），卧，卧车。

### 短编组（第一、二代）
- 适用车型：CR200J1-A（短编组）、CR200J2-A、CR200J3-A（短编组）、CR200J1-B、CR200J2-B、CR200J3-B、LCR200J3-B（0401、0402）。

| 车厢号   | M                         | 1            | 2            | 3            | 4             | 5            | 6            | 7            | 8                   |
| 车型     | 动力车                    | 二等座车     | 二等座车     | 二等座车     | 二等座车/餐车 | 二等座车     | 二等座车     | 二等座车     | 一等座车            |
| 编号     | CR200J-xxxx 00 FXDx-Jxxxx | ZE25T xxxx01 | ZE25T xxxx02 | ZE25T xxxx03 | ZEC25T xxxx04 | ZE25T xxxx05 | ZE25T xxxx06 | ZE25T xxxx07 | KZ25TA/B xxxx08     |
| 定員     | /                         | 98           | 98           | 98           | 76            | 98           | 98           | 98           | 56                  |
| 动力配置 | 动车 带驾驶室（Mc）       | 拖车（T）    | 拖车（T）    | 拖车（T）    | 拖车（T）     | 拖车（T）    | 拖车（T）    | 拖车（T）    | 拖车 带驾驶室（Tc） |

### 短编组（第三代）
- 适用车型：CR200J1-C（短编组）、CR200J3-C（短编组）、CR200J1-D（电力高原型）、CR200J1-N（內電混合型短编组）、CR200J3-N（內電混合型短编组）。

| 车厢号              | M1                             | 1         | 2         | 3         | 4             | 5         | 6         | 7         | 8                   |
| 车型                | 內電混合动力车/電力动力车      | 二等座车  | 二等座车  | 二等座车  | 二等座车/餐车 | 二等座车  | 二等座车  | 二等座车  | 一等/商務座车       |
| 车型 （優選一等座） | 內電混合动力车/電力动力车      | 二等座车  | 二等座车  | 二等座车  | 二等座车/餐车 | 二等座车  | 二等座车  | 一等座车  | 優選一等/商務座车   |
| 编号 （普通型）     | CR200Jx-C-xxxx 00 FXDx-Jxxxx   | ZE xxxx01 | ZE xxxx02 | ZE xxxx03 | ZEC xxxx04    | ZE xxxx05 | ZE xxxx06 | ZE xxxx07 | KZ xxxx08           |
| 编号 （優選一等座） | CR200Jx-C-xxxx 00 FXDx-Jxxxx   | ZE xxxx01 | ZE xxxx02 | ZE xxxx03 | ZEC xxxx04    | ZE xxxx05 | ZE xxxx06 | ZY xxxx07 | KZ xxxx08           |
| 编号 （电力高原型） | CR200J1-D-28xx 00 HXD1D-J10xx  | ZE 28xx01 | ZE 28xx02 | ZE 28xx03 | ZEC 28xx04    | ZE 28xx05 | ZE 28xx06 | ZE 28xx07 | KZ 28xx08           |
| 编号 （内电混动型） | CR200Jx-N-x7xx 00 FXN3-A-J00xx | ZE x7xx01 | ZE x7xx02 | ZE x7xx03 | ZEC x7xx04    | ZE x7xx05 | ZE x7xx06 | ZE x7xx07 | KZ x7xx08           |
| 定員                | /                              | 95        | 95        | 95        | 72            | 95        | 95        | 95        | 28+6                |
| 定員 （優選一等座） | /                              | 95        | 95        | 95        | 72            | 95        | 95        | 72        | 20+6                |
| 动力配置            | 动车 带驾驶室（Mc）            | 拖车（T） | 拖车（T） | 拖车（T） | 拖车（T）     | 拖车（T） | 拖车（T） | 拖车（T） | 拖车 带驾驶室（Tc） |

- 動力車方面，普通型CR200J1-C、CR200J3-C動力車為FXD1-J或FXD3-J四軸電力機車（牽引功率5600kw），电力高原型CR200J1-D動力車為HXD1D-J高原型六軸電力機車（牽引功率7200kw），内电混动型CR200J1-N、CR200J3-N動力車均為FXN3-A-J六軸內電混合動力機車（牽引功率3800kw）。
- 拖車方面，电力高原型CR200J1-D-2801～2827比照雙源高原型CR200JS-G-2901～2903加裝高原供氧設備裝置以適應高原特殊地形環境。
- CR200J3-C-1141～1144列車編組有所變動：配有5節二等座車，二等座車/餐車、一等座車、一等/商務座車（控制拖車）各1輛，其中一等/商務座車當中的一等座區域比照CR400xF-AS/-BS的00车設置「優選一等座」（定員：20席優選一等座+6席商務座）。

### 双源高原型
- 适用车型：CR200JS-G

| 车厢号   | DM1                           | DM2                 | 1         | 2         | 3         | 4             | 5         | 6         | 7         | 8         | 9             | EM                            |
| 车型     | 內燃动力车                    | 內燃动力车          | 二等座车  | 二等座车  | 二等座车  | 二等座车/餐车 | 二等座车  | 二等座车  | 二等座车  | 一等座车  | 一等/商務座车 | 電力动力车                    |
| 编号     | CR200JS-G-000x 00 FXN3-J000xA | FXN3-J000xB         | ZE 290x01 | ZE 290x02 | ZE 290x03 | ZEC 290x04    | ZE 290x05 | ZE 290x06 | ZE 290x07 | ZY 290x08 | ZYS 290x09    | CR200JS-G-000x 15 HXD1D-J000x |
| 定員     | /                             | /                   | 93        | 93        | 93        | 71            | 93        | 93        | 93        | 71        | 48+6          | /                             |
| 动力配置 | 內燃機车 带驾驶室（DMc）      | 內燃機车 補機（DM） | 拖车（T） | 拖车（T） | 拖车（T） | 拖车（T）     | 拖车（T） | 拖车（T） | 拖车（T） | 拖车（T） | 拖车（T）     | 電力機车 带驾驶室（EMc）      |

- 試驗及回送時採用12節編組（10輛二等座车，一等座车、二等座车/餐车各1輛），於投入營運縮編至9節編組（3M9T），並設有商務座（1台HXD1D-J，6輛二等座车，一等/商務座车、一等座车、二等座车/餐车各1輛，1組FXN3-J），並在設計上預留擴編至3M12T以及電力端後方加掛1節全部為商務座席的車廂的擴充性（1台HXD1D-J，7輛二等座車，優選一等/商務座车、商務座车、二等座车/餐车各1輛，2輛一等座车，1組FXN3-J）。

### 长编组（第一代）
- 该编组适用车型：CR200J1-A（长编组）、CR200J3-A（长编组）。

| 车厢号   | M1                        | 1            | 2            | 3            | 4            | 5            | 6            | 7            | 8            | 9             | 10           | 11           | 12           | 13           | 14           | 15           | 16           | M2                        |
| 车型     | 动力车                    | 二等卧车     | 二等卧车     | 二等卧车     | 二等卧车     | 二等卧车     | 二等卧车     | 二等座车     | 二等座车     | 二等座车/餐车 | 一等卧车     | 一等卧车     | 一等卧车     | 一等卧车     | 一等卧车     | 一等卧车     | 一等卧车     | 动力车                    |
| 编号     | CR200J-xxxx 00 FXDx-Jxxxx | WE25T xxxx01 | WE25T xxxx02 | WE25T xxxx03 | WE25T xxxx04 | WE25T xxxx05 | WE25T xxxx06 | ZE25T xxxx07 | ZE25T xxxx08 | ZEC25T xxxx09 | WY25T xxxx10 | WY25T xxxx11 | WY25T xxxx12 | WY25T xxxx13 | WY25T xxxx14 | WY25T xxxx15 | WY25T xxxx16 | CR200J-xxxx 20 FXDx-Jxxxx |
| 定員     | /                         | 66           | 66           | 66           | 66           | 66           | 66           | 98           | 98           | 46            | 40           | 40           | 40           | 40           | 40           | 40           | 40           | /                         |
| 动力配置 | 动车 带驾驶室（Mc）       | 拖车（T）    | 拖车（T）    | 拖车（T）    | 拖车（T）    | 拖车（T）    | 拖车（T）    | 拖车（T）    | 拖车（T）    | 拖车（T）     | 拖车（T）    | 拖车（T）    | 拖车（T）    | 拖车（T）    | 拖车（T）    | 拖车（T）    | 拖车（T）    | 动车 带驾驶室（Mc）       |

### 长编组（第三代）
- 适用车型：CR200J1-C（长编组）、CR200J3-C（长编组）。

| 车厢号   | M1                        | 1         | 2         | 3         | 4         | 5         | 6         | 7         | 8         | 9             | 10        | 11        | 12        | 13        | 14        | 15        | 16        | M2                        |
| 车型     | 动力车                    | 二等座车  | 二等卧车  | 二等卧车  | 二等卧车  | 二等卧车  | 二等卧车  | 二等卧车  | 二等卧车  | 二等座车/餐车 | 一等卧车  | 一等卧车  | 一等卧车  | 二等卧车  | 二等卧车  | 二等卧车  | 二等座车  | 动力车                    |
| 编号     | CR200J-xxxx 00 FXDx-Jxxxx | ZE xxxx01 | WE xxxx02 | WE xxxx03 | WE xxxx04 | WE xxxx05 | WE xxxx06 | WE xxxx07 | WE xxxx08 | ZEC xxxx09    | WY xxxx10 | WY xxxx11 | WY xxxx12 | WE xxxx13 | WE xxxx14 | WE xxxx15 | ZE xxxx16 | CR200J-xxxx 20 FXDx-Jxxxx |
| 定員     | /                         | 95        | 66        | 66        | 66        | 66        | 66        | 66        | 66        | 42            | 40        | 40        | 40        | 66        | 66        | 66        | 95        | /                         |
| 动力配置 | 动车 带驾驶室（Mc）       | 拖车（T） | 拖车（T） | 拖车（T） | 拖车（T） | 拖车（T） | 拖车（T） | 拖车（T） | 拖车（T） | 拖车（T）     | 拖车（T） | 拖车（T） | 拖车（T） | 拖车（T） | 拖车（T） | 拖车（T） | 拖车（T） | 动车 带驾驶室（Mc）       |

- 目前下线的长编组列车均为2动16拖编组。
- 部分样车已通过回厂改造并重新涂装为量产车，与量产车不同的是，样车的二等座车定员为103人，而量产车为98人。
- 从第二组量产车开始，CR200J拖车上喷涂的编号均已将“25T”字样消去，仅保留拖车席别代码。
- 编组及定员信息参见[26]。

## 海外出口

出口马来西亚东海岸铁路定制版CR200J模型

2021年12月3日，连接中国云南省西双版纳傣族自治州勐腊县磨憨站至老挝首都万象的磨万铁路正式开通。磨万铁路使用2组复兴号CR200J型电力动车组，车组号分别为0401和0402，编组9辆，最大核载720人，最高运行时速160公里，由磨万铁路的运营方老中铁路有限公司在2020年4月7日的正式开始进行列车招标计划中中标，这是CR200J型动车组首次向海外出口。2021年10月16日，由中国中车集团制造的两组复兴号CR200J型动车组动车组运抵老挝首都万象的万象火车站，正式交付老中铁路公司。2022年3月、2023年9月，老中铁路公司先后两次追加购买该型动车组（0403、0404），并通过磨万铁路运抵老挝。

## 衍生车型

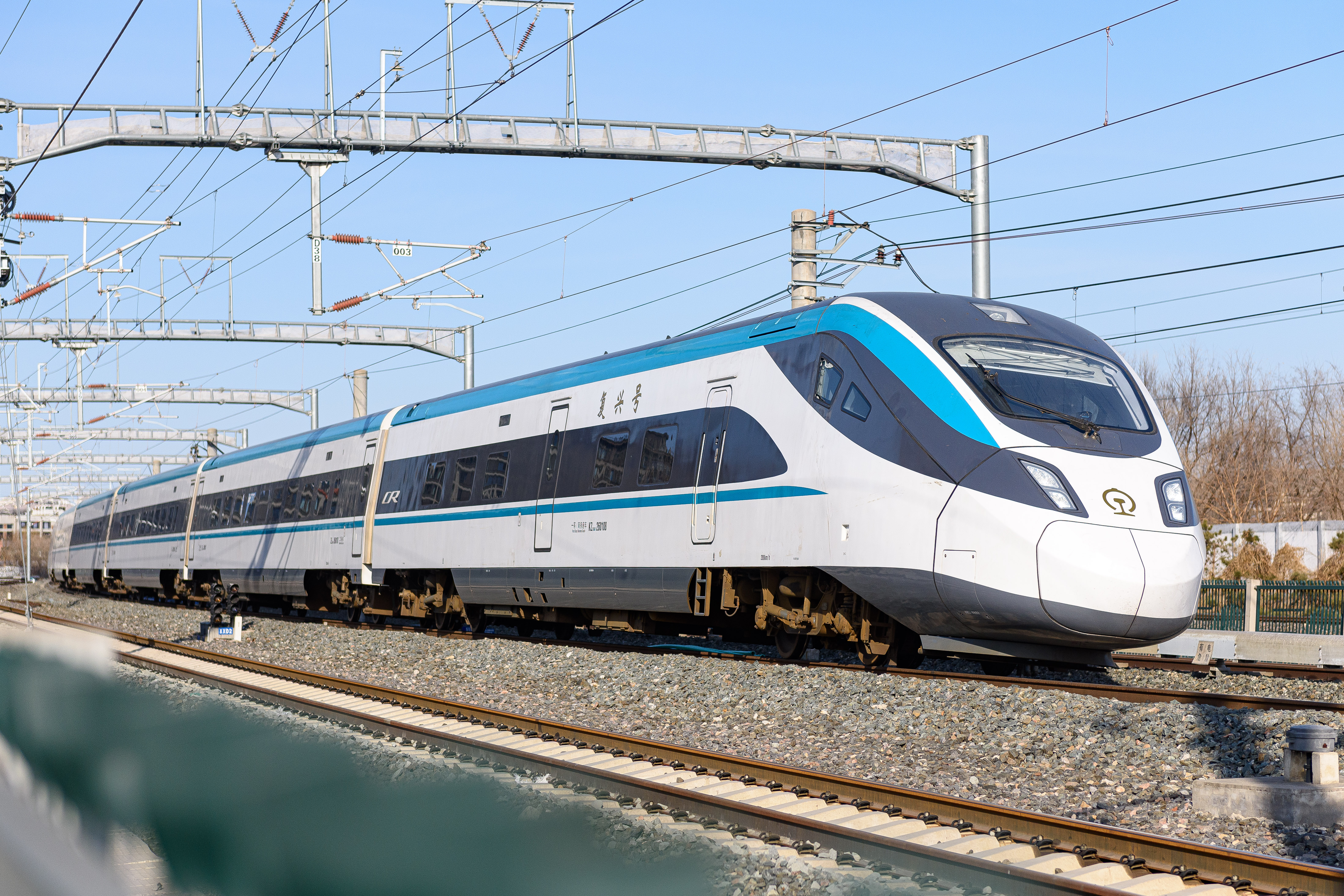
在铁科院东郊分院试验的CR220J

复兴号CR220J型动车组是中国铁路在复兴号CR200J型动车组的基础上通过技术演进而研制的一款动力集中动车组，最高运行时速可达200公里，可在既有线及部分低标准高速铁路上实现跨线运营，亦可替换部分老旧型号的CRH系列动车组，降低运营成本。该型动车组分客运型及货运型，其中客运型目前已有样车下线，正在进行运行试验。动力车为复兴1D型电力机车、复兴3D型电力机车，拖车为20AA型客车和20AB型客车，由中国国家铁路集团有限公司和中国中车牵头，中车株洲、中车大连、中车南京浦镇、中车唐山等四家公司联合研制。

## 争议
复兴号CR200J型电力动车组自投入运营之初便遭社会各界（尤其是铁路爱好者）的争议，主要集中在相对于既有25T车底的直达特快列车而言乘坐的体验和旅速没有较大提升，票价却提升较大、涂装以及较高的故障率等方面。

### 涂装争议
第一、二代CR200J型动车组使用了类似于中国铁路早年间使用的绿色车身搭配黄色腰线的设计，与中国铁路现役的动车组采用的涂装及CR200J型动车组试验时采用的涂装均极为迥异。尽管铁路部门为这一绿色想出了多重寓意，如和平、对旧时代车辆的传承等，但这一配色的合理性仍引起了以铁路爱好者为主的多方批评。且由于各生产厂在喷涂作业过程中难以控制色差及漆料配方，导致部分已上线的车辆发生褪色、变色等现象。
由于部分铁路爱好者拍摄的首批量产的CR200J型动车组的谍照画面中放置有与其配色相近的轮式绿色塑料垃圾桶，“垃圾桶”与“立及甬”的称号便在中国大陆地区的铁路爱好者中流传开来，并在社群中衍生出大量二创及亚文化。即便在后续量产的批次及出口型已经更换了外观涂装之后，关于其涂装争议及亚文化仍然是相关社群的交流热点。

### 频繁机破问题
CR200J型动车组初期量产的批次在运用过程中频繁发生故障。其中，中车大连机车车辆生产的列车在运行期间频繁发生故障而被迫停车（即机破）。截止到2019年6月1日，中车大连机车车辆制造的23台CR200J上线后，就累计发生机破21件，多次影响了正常运营；而由中车株洲电力机车生产的FXD1-J0003号机车更是在2019年10月因故障而起火燃烧，随即在事后被解体报废。但在后期批次的演进及前期批次的不断维护后，故障率已有所降低。

### 被指变相涨价
根據法規，中央企業控股綫路上運行的普通旅客列車，其硬座、硬臥票價率，按《中央定價目錄》實施政府定價；動車組列車（一度被定義為設計時速200公里以上的列車）和普通旅客列車軟座、軟臥，實施企業自主定價。
2019年1月5日起，CR200J型取代部分机辆模式普速列车，列车等级由代表普通旅客列車的“K/T/Z”修改為代表動車的“D”字头，相應實施企業自主定價，票价相对于之前的K/T/Z普通旅客列车车次票价涨幅较为明显。因列車最高運行速度仍為與“Z”字頭相同的160km/h、旅行時間并無明顯優勢，臥鋪車的定員與形制也與原本使用的25T型硬臥、軟臥車基本無異，惟避開“硬臥”名稱而改稱“二等臥”，故被批评有巧立名目、变相涨价之嫌。

### 运用方式问题
第一代长编组CR200J型动车组设置了多达280个一等卧席位，较二等座的242席多出近40席，仅次于二等卧的席位数量。而一等卧的标价相较于K、T、Z字头的软卧价格并无优势，过多的一等卧席位致使在部分线路及车次上运营的车次出现二等卧及二等座的客座率爆满，而一等卧的客座率却极低的现象。鉴于第一代长编组型列车在席位布置上的不合理问题，在2023年国铁集团采购的批次中，中车集团大幅调整了一等卧和二等卧的席位配比，使得客座率不均的现象得到部分缓解。

### 车内异味问题
2019年初，有报道引述相关铁路公司人士的说法称，中国国家铁路集团属下至少两个铁路局集团公司在对新造的CR200J型列车检查过程中，发现车厢空气中的甲醛残留超标（尤以中车唐山机车车辆生产的列车为甚），因此决定暂停该车的使用。对此，中国铁路北京局集团在其官方新浪微博上发布回应称新车内部气味较重，需充分散发至符合运营条件后再予以上线。有分析认为，中国国家铁路集团对中国中车的采购价格的压低态势被认为是这一系列异味问题的原因。

## 事故

### D5689次列车动力车自燃事故
2019年10月14日，由CR200J-6001担当的D5689次列车（始发站为上海南站，开往开化站）。19时48分，D5689次列车在常山站准点发车。19时49分，司机发现微机显示屏显示“003车牵引变流器3轴中间回路接地”、“牵引变流器4轴中间回路接地”、“003车牵引逆变器4轴输出侧接地”故障信息。通过查看6A系统，发现尾部动力车机械间有烟雾。司机立即断开主断，并采取减速措施。后运行到衢九铁路常山站至辉埠站间时，尾部机车突发故障冒烟，在辉埠站及时停车处理。铁路部门迅速启动应急预案，机车故障火情已于21点30分处置完毕，未造成人员伤亡，列车于当日23:22到达开化站，比计划延误201分钟。
事故所涉及的为中车株洲电力机车生产的动力车 FXD1-J0003，其在2018年12月由中车株洲电力机车新造，装用中车永济电机（西安中车永电捷通电气）生产的主变流装置（YGZN2Q270）和大连电牵公司生产的微机网控系统，新造后走行131498公里；具体起火原因为位于 YGZN2Q270 控制屏柜穿线孔上方的橡胶圈脱落，导致电缆线与控制屏柜在列车运行时相互摩擦，电缆线破皮后与控制屏柜接触短路，从而 YGZN2Q270 漏电起火。该车后被回送至中车株洲电力机车报废解体。
事发的6001车组经维修后，事故端动力车被更换为 FXD1-J0059，另一端仍为 FXD1-J0002；0003号车在报废解体后，由中车株洲电力机车重新生产，并于2020年3月26日与中车南京浦镇车辆生产的2042车组（短编组）组合后投入运营。

### 其他事故
2024年6月6日，CR200J3-C-5033车组（动力车：FXD3-J0323、FXD3-J0324）担当的D89次列车运行至湖南省郴州市境内时，尾部动力车FXD3-J0324突发故障，触发列车微机系统保护，自动执行单端牵引措施并对尾部机车降弓操作，列车限速运行。列车最终延误72分钟到达广州站，广州局集团临时启用CR200J1-C-6028车组担当返程D90次。

## 备注
1. ↑  Z59/58、Z60/57次列车也曾在同日与上述车次一同停运，并更换为长编组型CR200J电力动车组。但由于行经的峰福铁路部分路段没有安装护栏，不符合新规程规定的动车组开行条件，遂于2020年7月2日起改回25T型客车担当，原车次同时恢复。
2. ↑  2022年出厂的CR200J型动车组另有38组第二代车型，仍采用原版绿色涂装。
3. ↑  已有部分列车（如D1/2次列车）将二等座席位改回与第一代长编组列车相同的7、8、9号车厢。
4. ↑  长编组型CR200J型动车组在设计时预留有18节拖车的牵引制动能力，但限于站台长度，目前已量产的长编组均为2动16拖。
5. ↑  短编组动力车驾驶室端采用15号托梁钩，与中国铁路采用的机车车钩相同；控制车驾驶室一端为密接式自动车钩，与传统25T型客车采用的车钩相同。
6. ↑  但在实际运用中，目前上线的长编组CR200J动车组均仅设一等卧、二等卧及二等座三种席位。
7. ↑  类似于25K型的四边形色块设计已在运抵拉萨整备期间被取消。
8. ↑  金色“复兴号”的标识文字同时也在采用了“瑞龙智行”及“龙凤呈祥”特別主题涂装的智能型CR400xF-Z系列动车组、京雄城際自駕智能型CR400AF-C电力动车组以及部分鼓型车体的CR200J型动车组上得到采用。附帶一提的是，京張高鐵自駕智能型CR400BF-C采用了“金鳳凰”標準塗裝及“瑞雪迎春”特別主题涂装的“复兴号”标识文字將維持使用黑色。
9. ↑  车号为L9401的编组命名为“澜沧号”、L9402编组命名为“芦笙号”、L9403命名为“占芭花号”。在运抵老挝前，车组均改为统一的“澜沧号”字样，并将车组编号统一为0401~0403。
10. ↑  含一代短编组列车102组，一代长编组列车41组，二代短编组列车107组，双源高原型列车3组，三代短编组列车56组，三代长编组列车50组，三代純電高原型列车27组，内电混动型列车2组，二代长编组拖车试验车2×0.5组。